# Бізнес-автомобіль

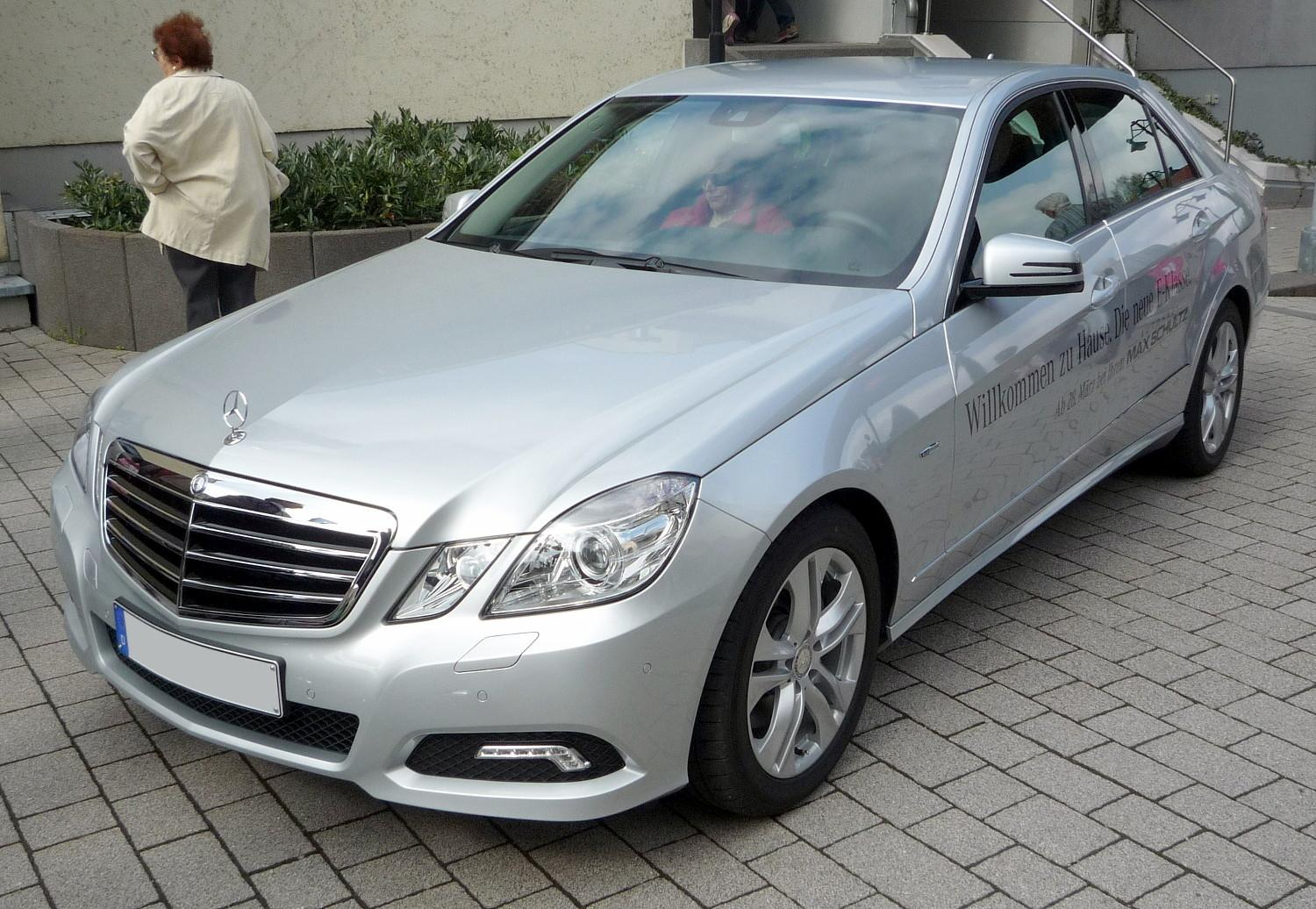
Mercedes E-Class — сучасний бізнес-автомобіль

Бізнес-автомобіль (клас E, англ. executive car) — це автомобіль, за розмірами більший, ніж невеликий бізнес-автомобіль, але менший, ніж люкс-автомобіль.

## Актуальні моделі

### Автомобілі які продаються в Європі

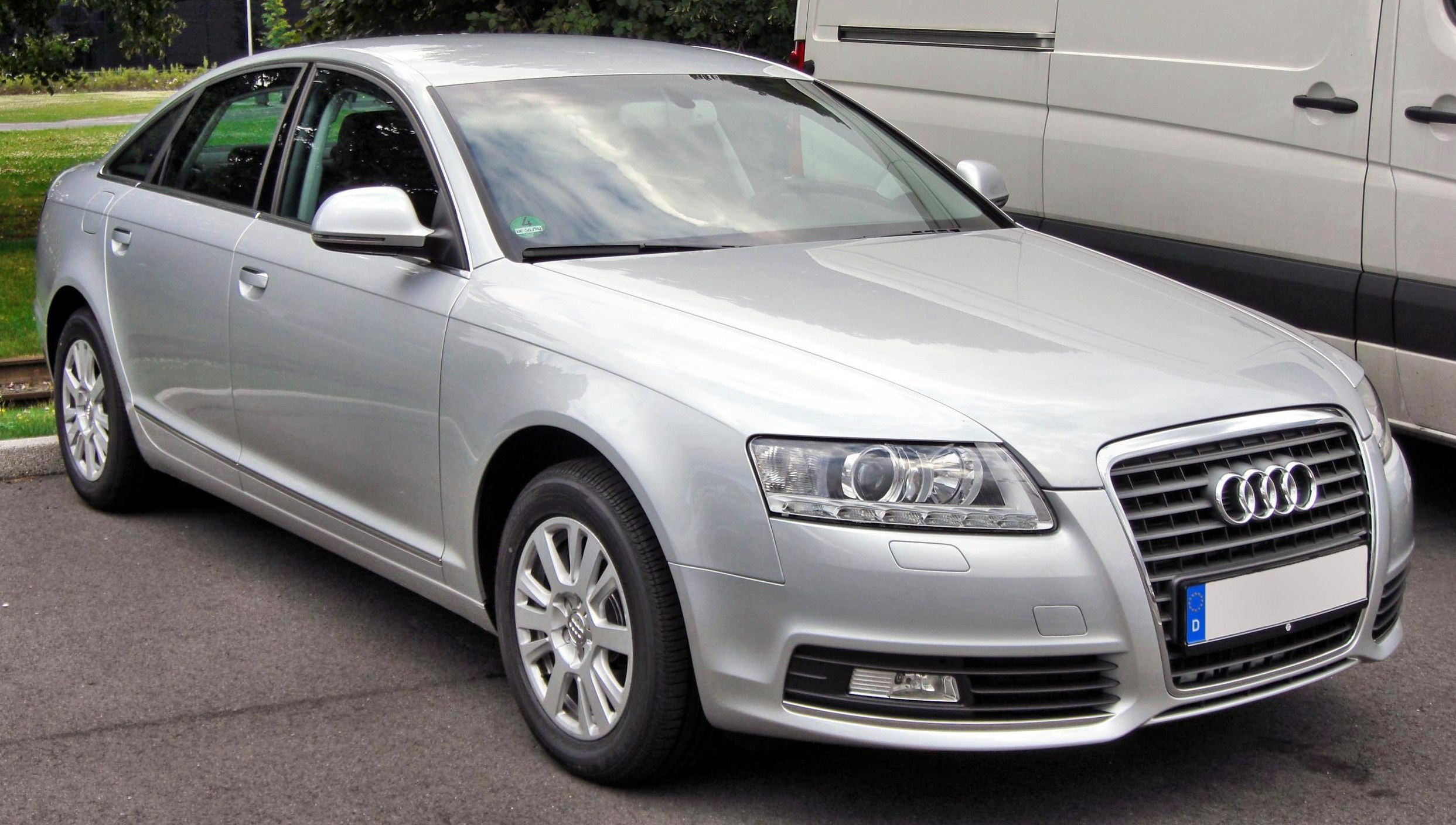
Audi A6
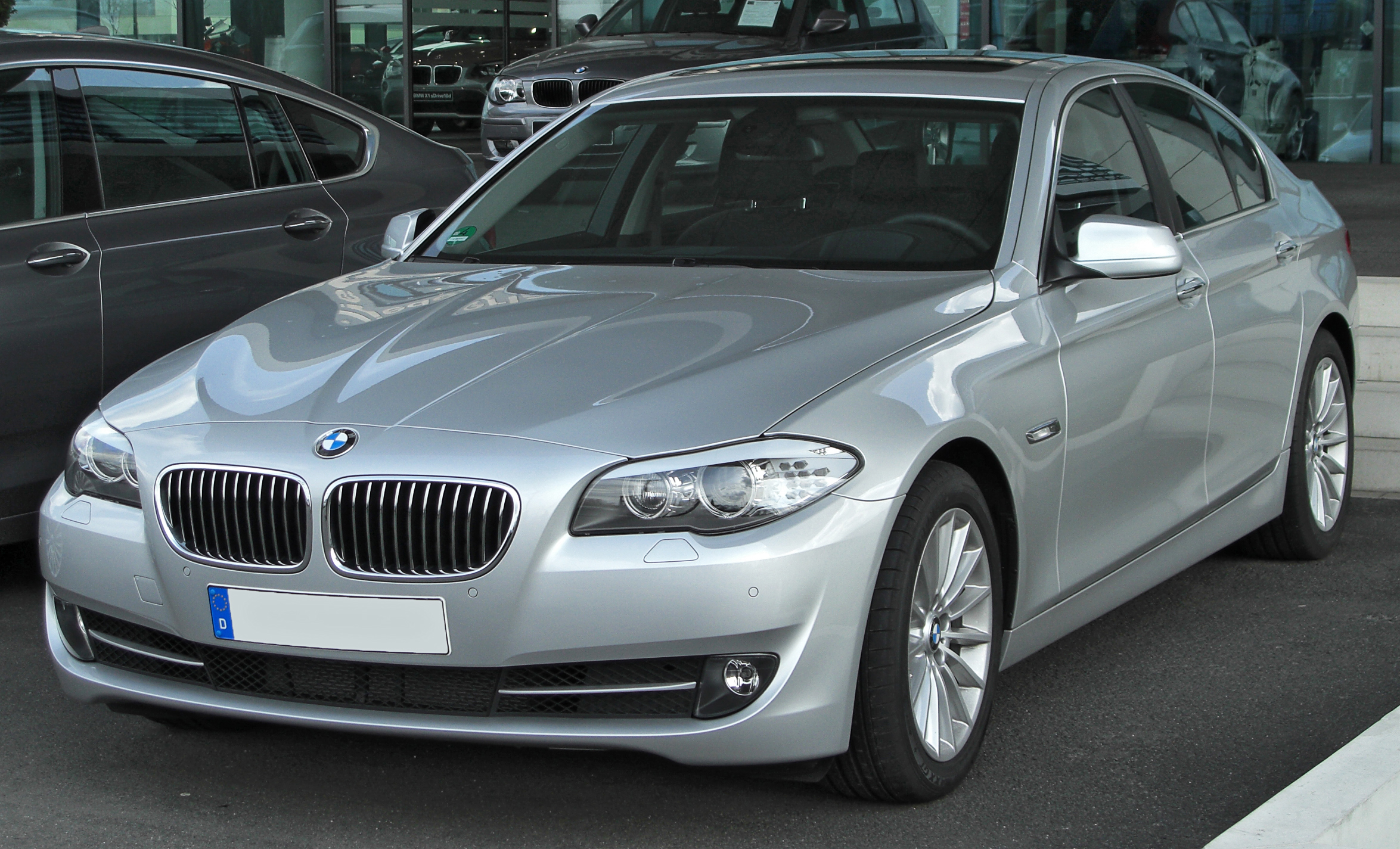
BMW 5 Серії
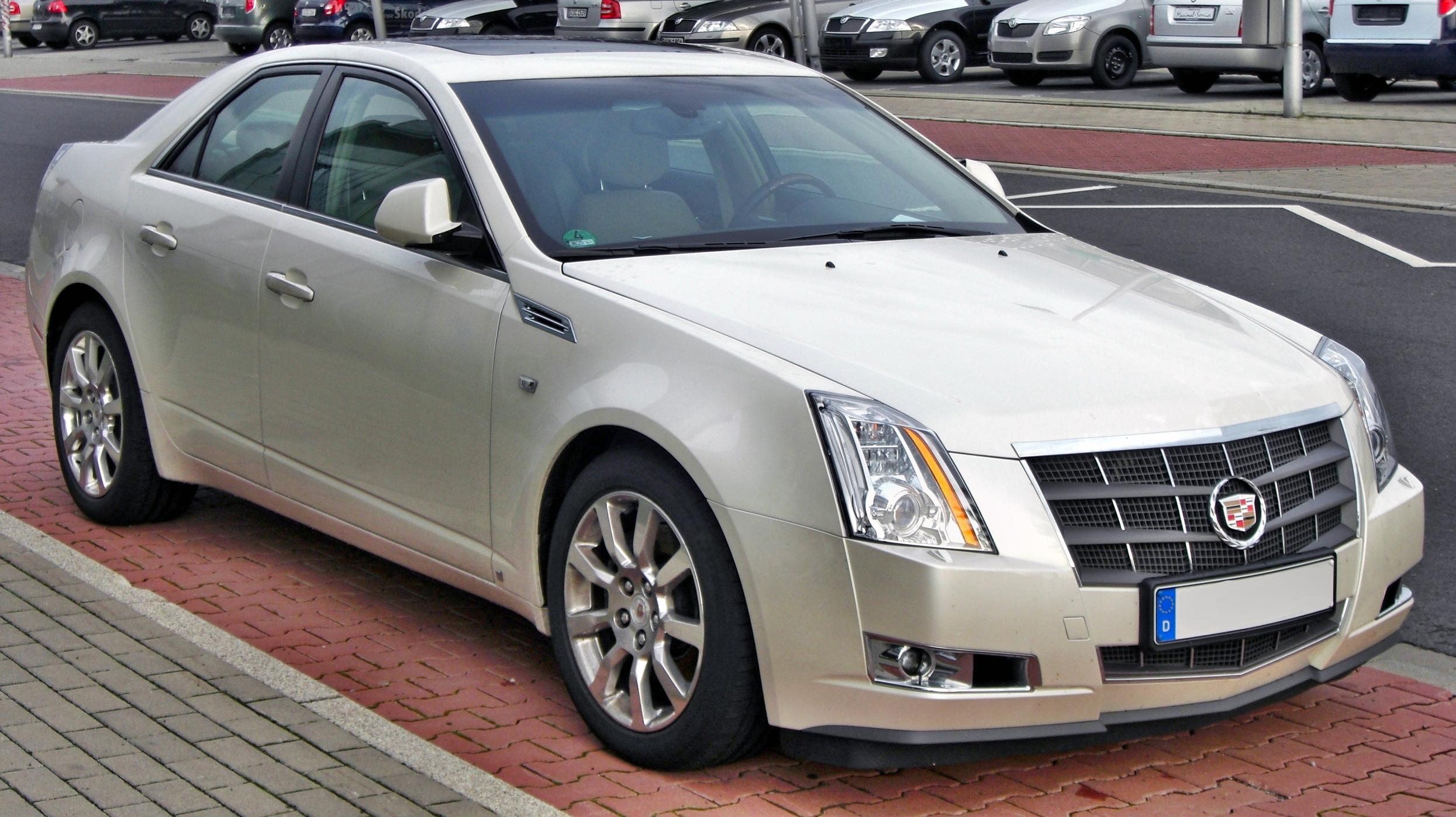
Cadillac CTS
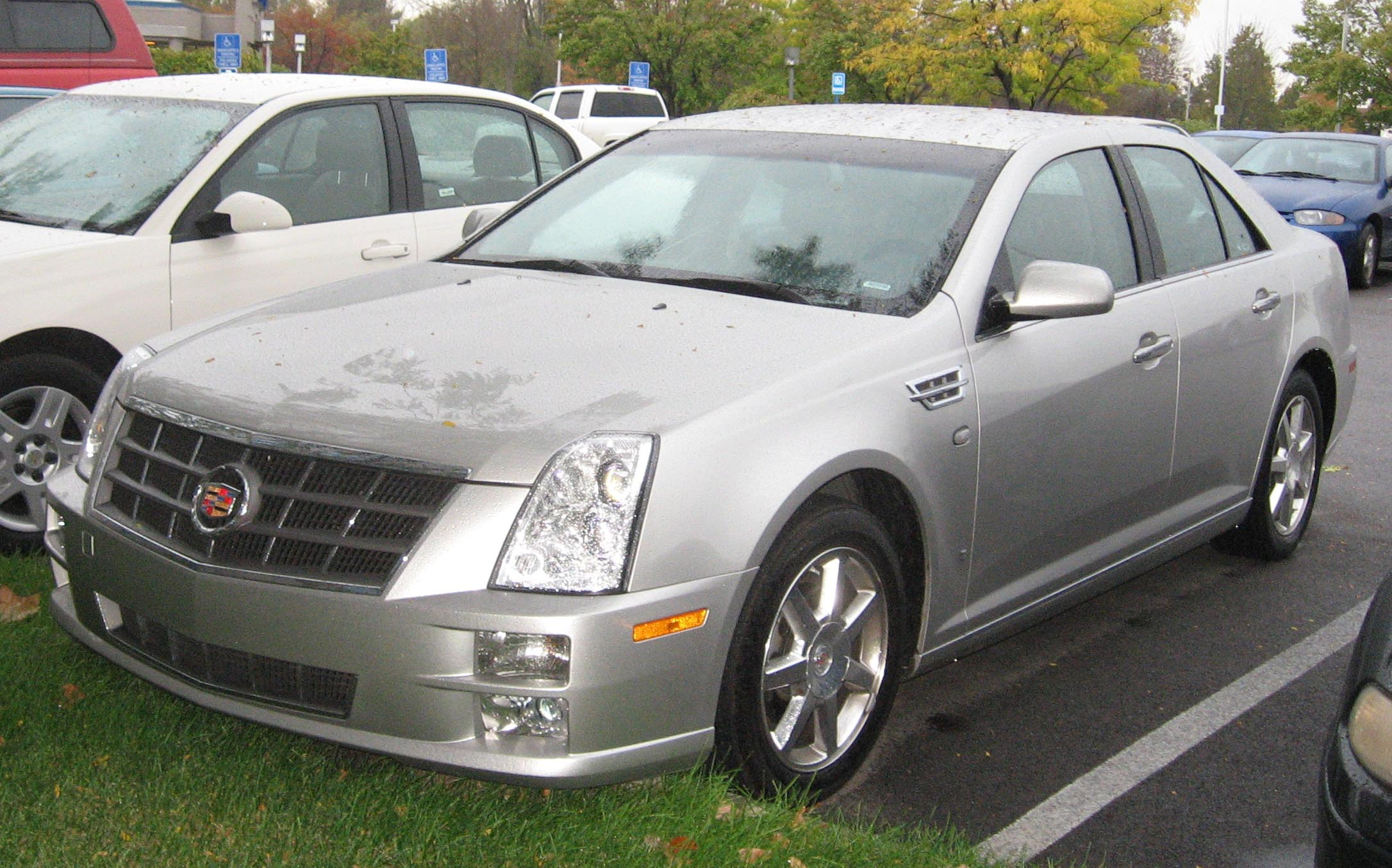
Cadillac STS
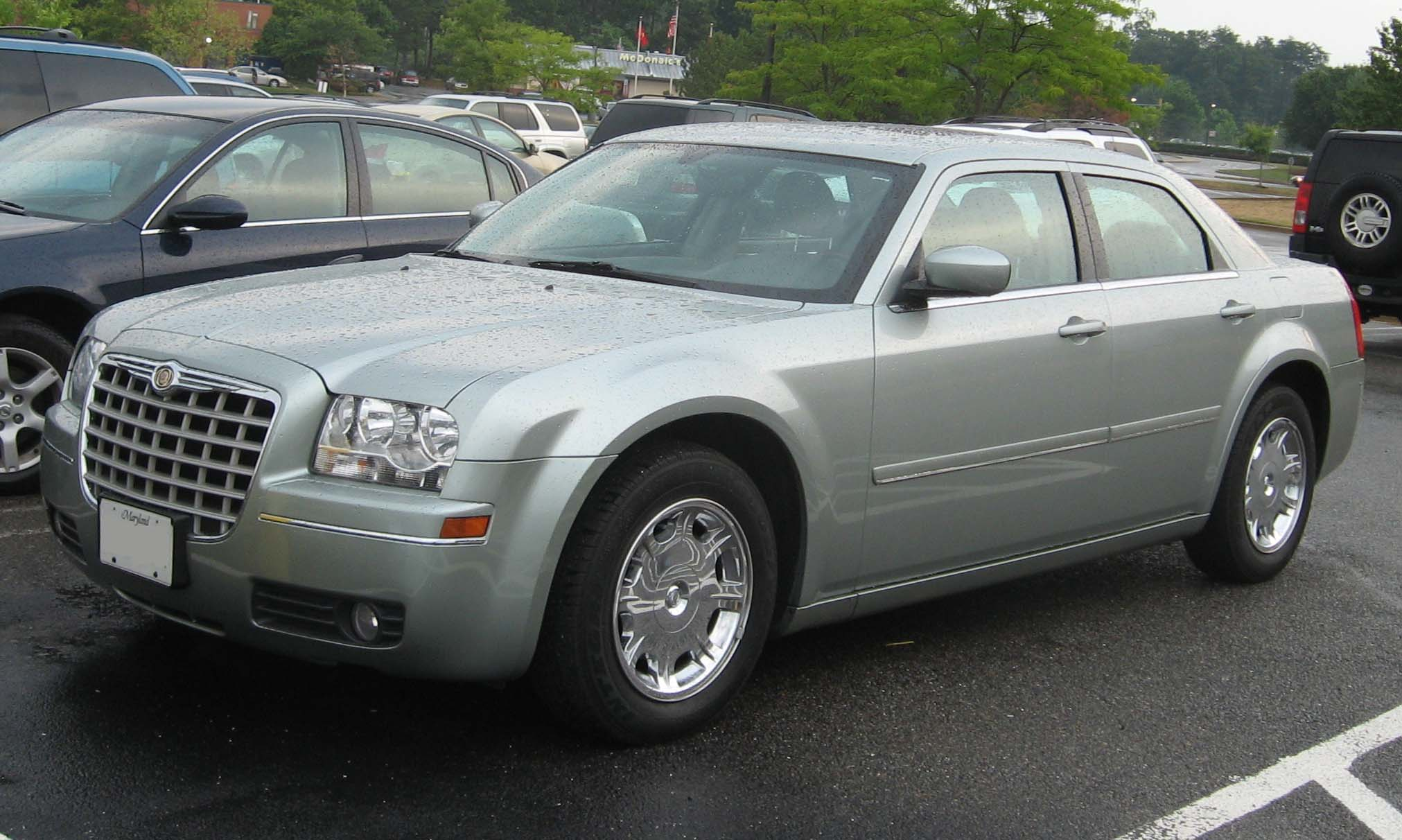
Chrysler 300C
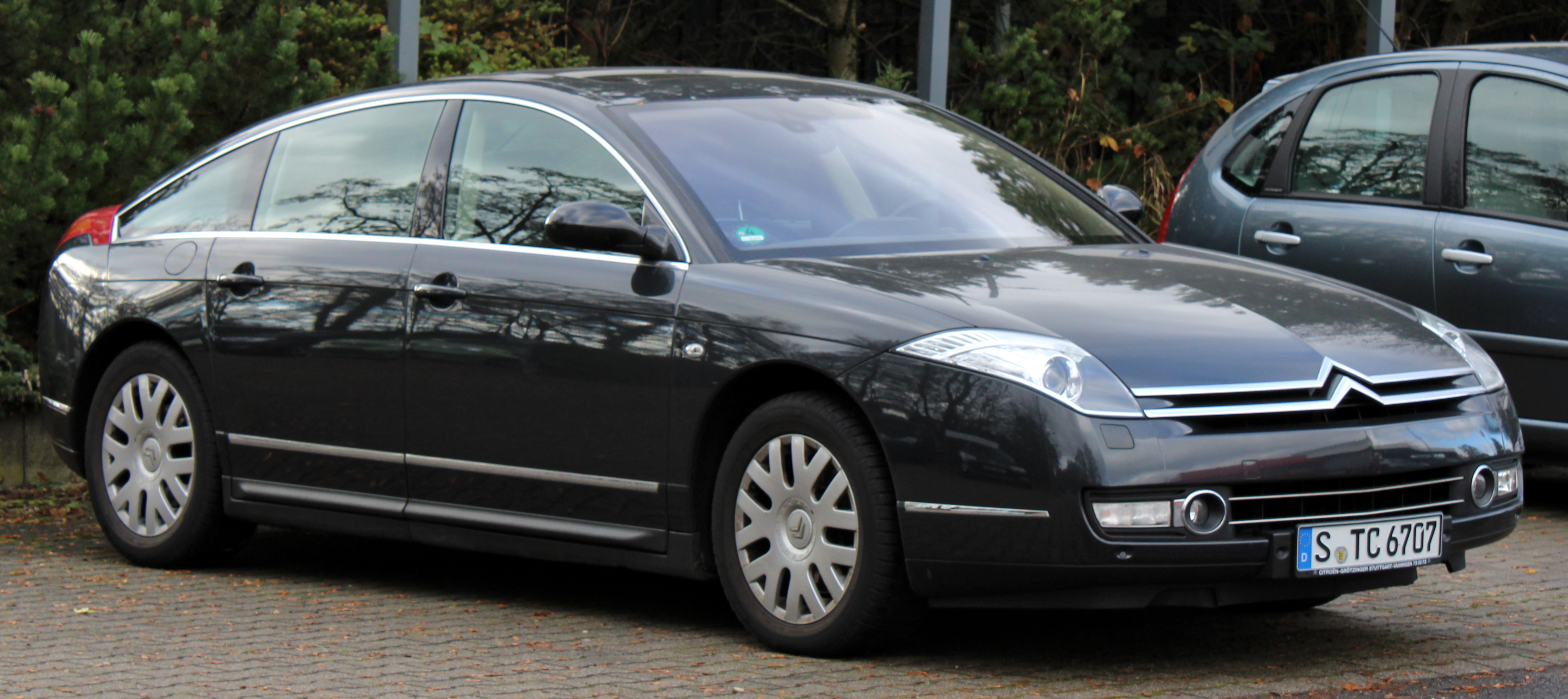
Citroën C6
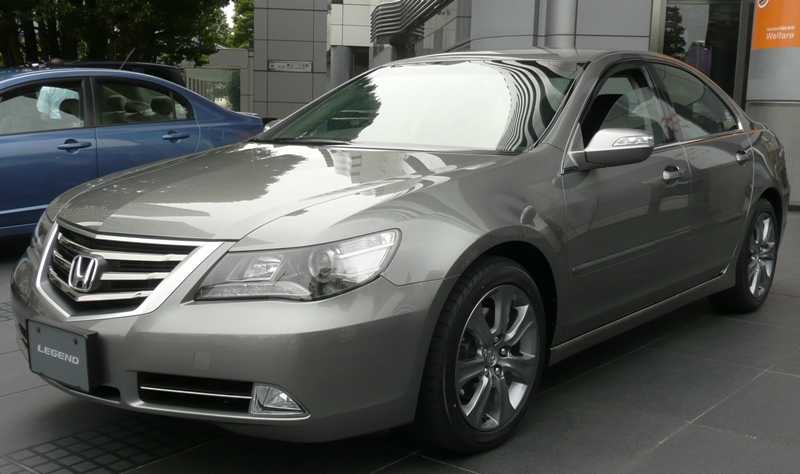
Honda Legend
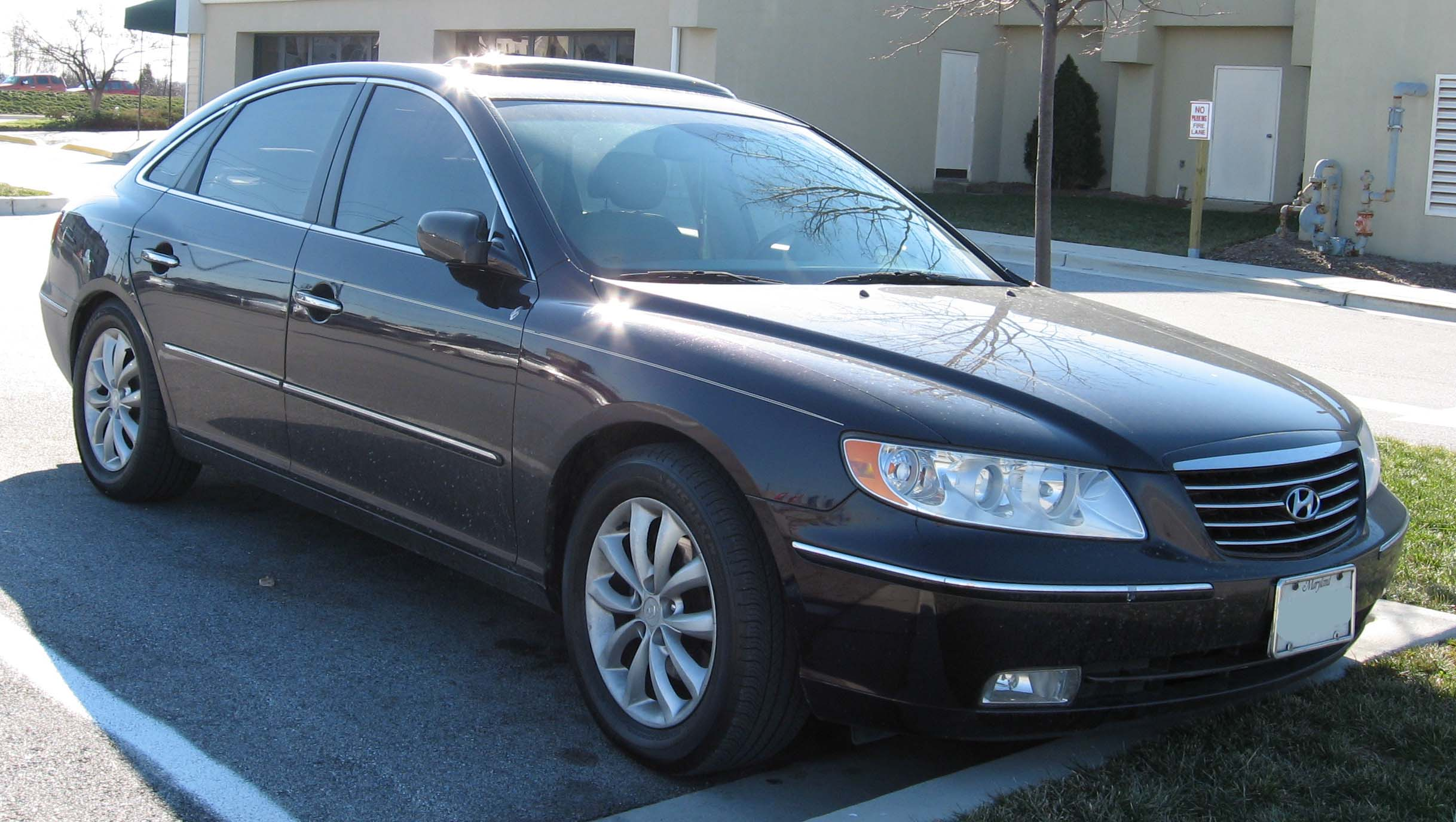
Hyundai Grandeur
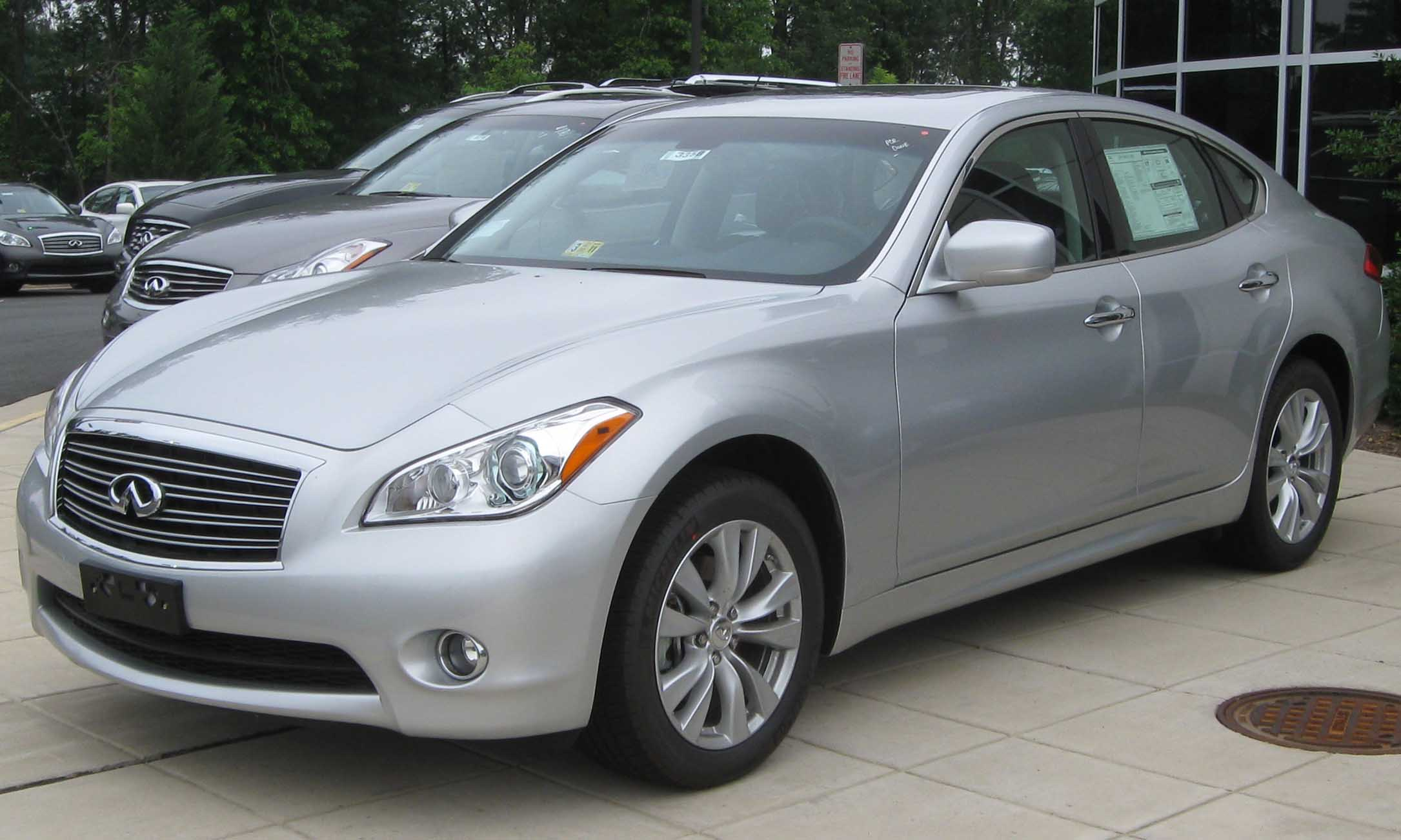
Infiniti M
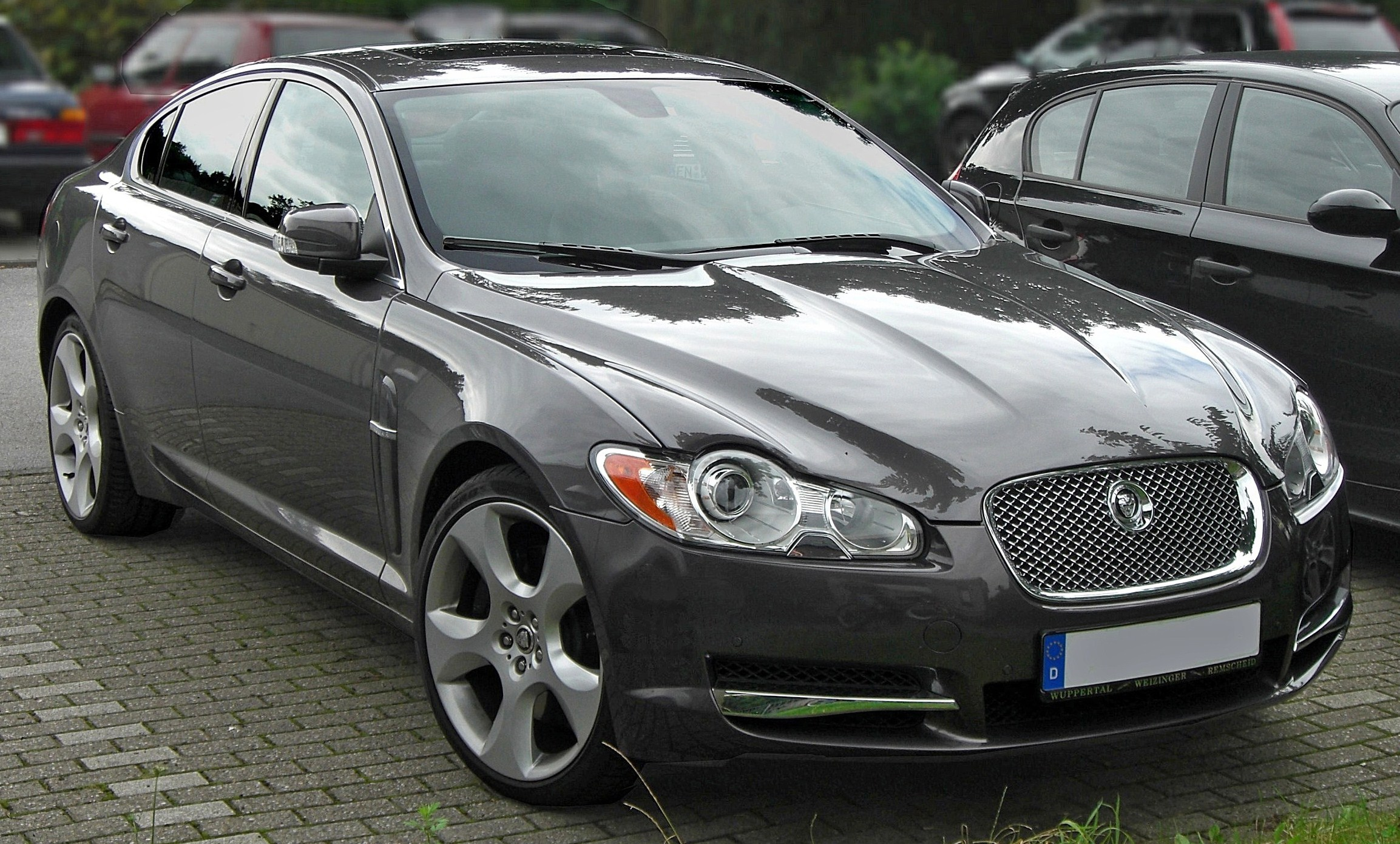
Jaguar XF
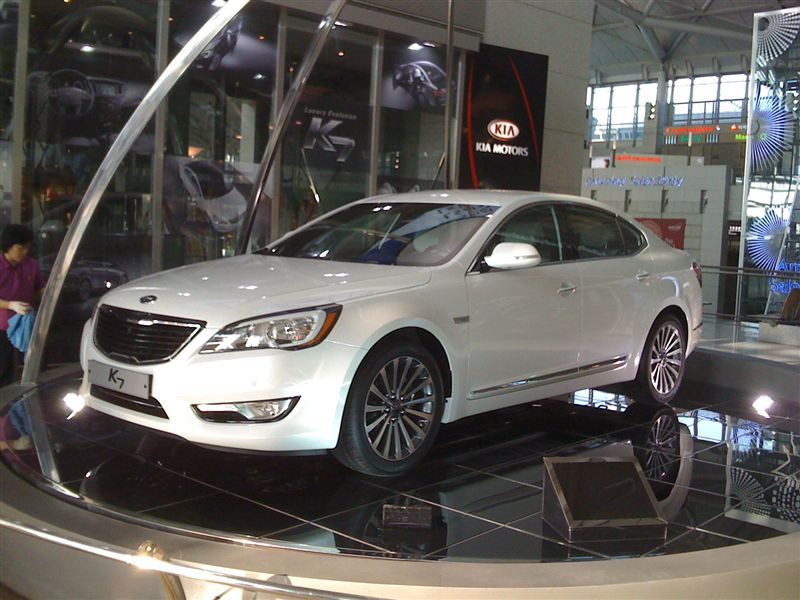
Kia Cadenza
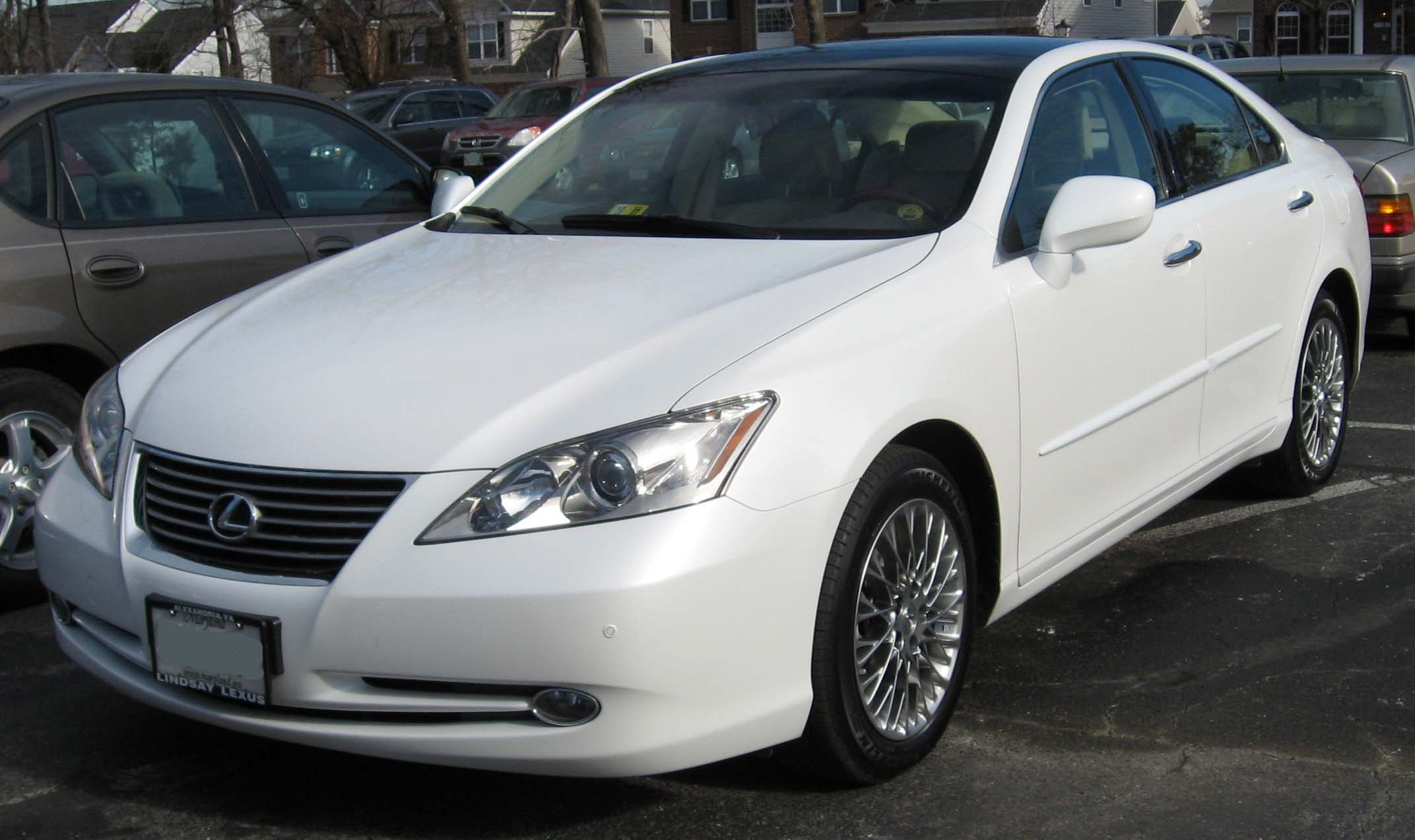
Lexus GS
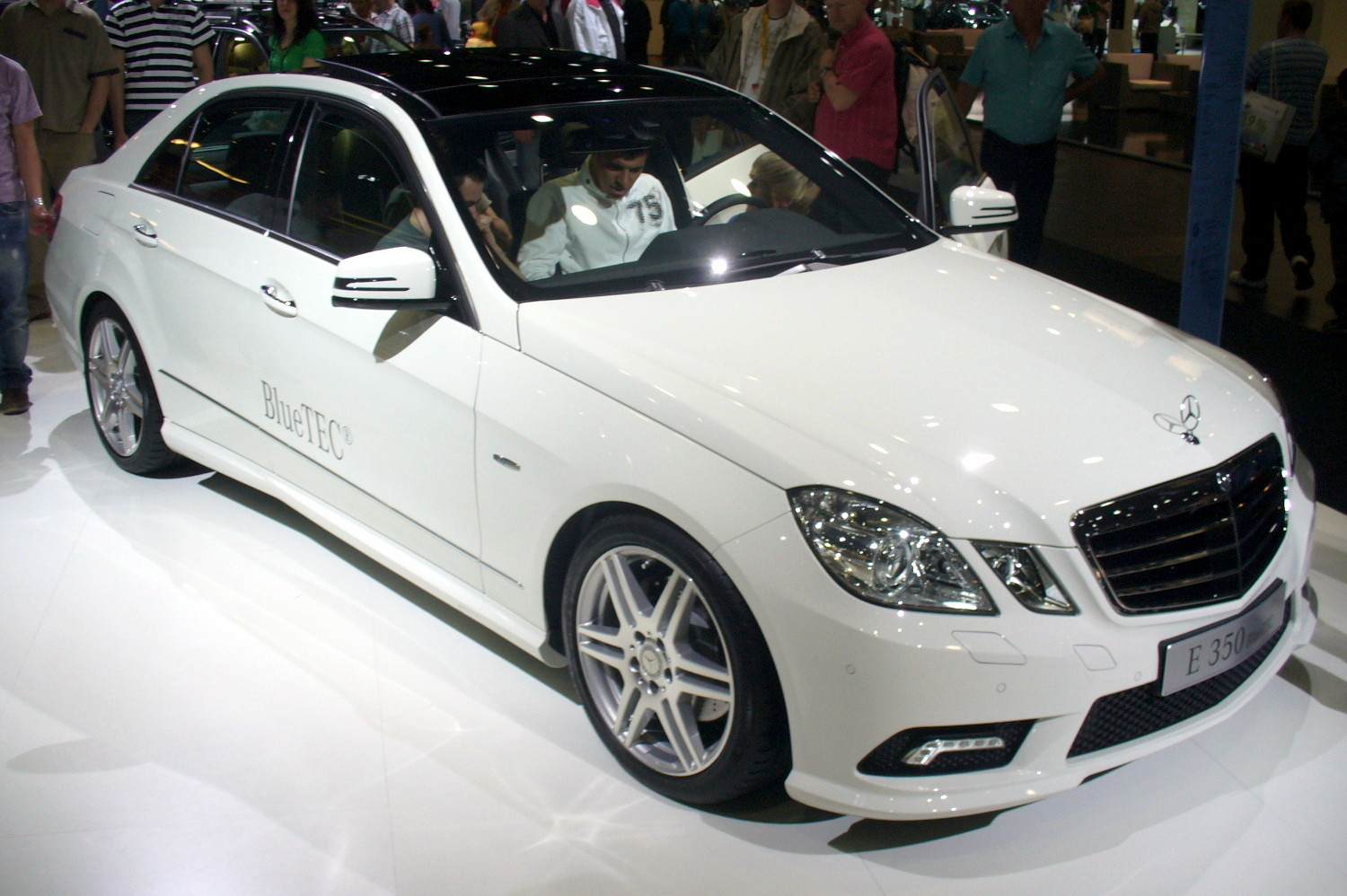
Mercedes-Benz E-Клас
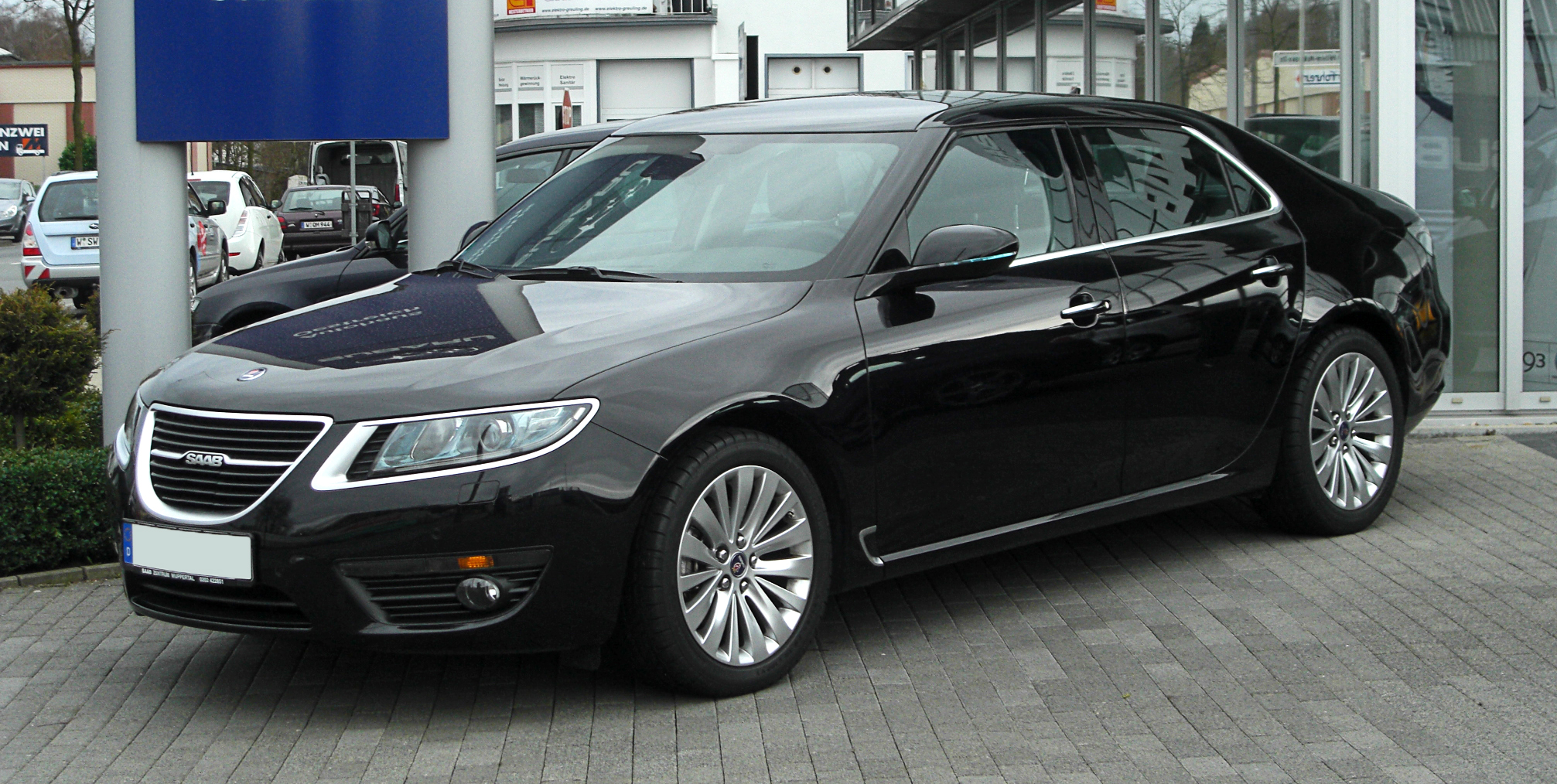
Saab 9-5
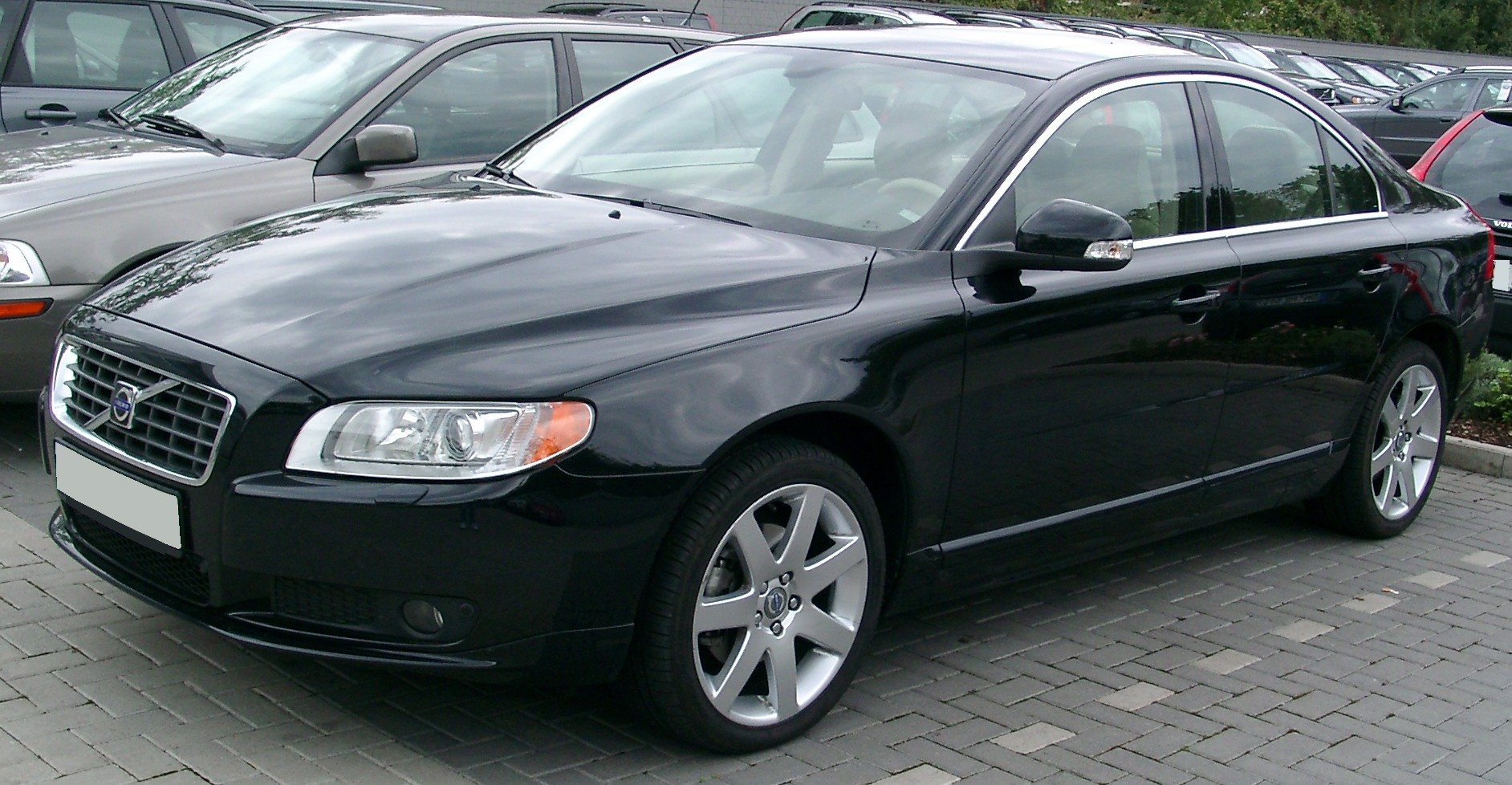
Volvo S80/V70

### Автомобілі які не продаються в Європі

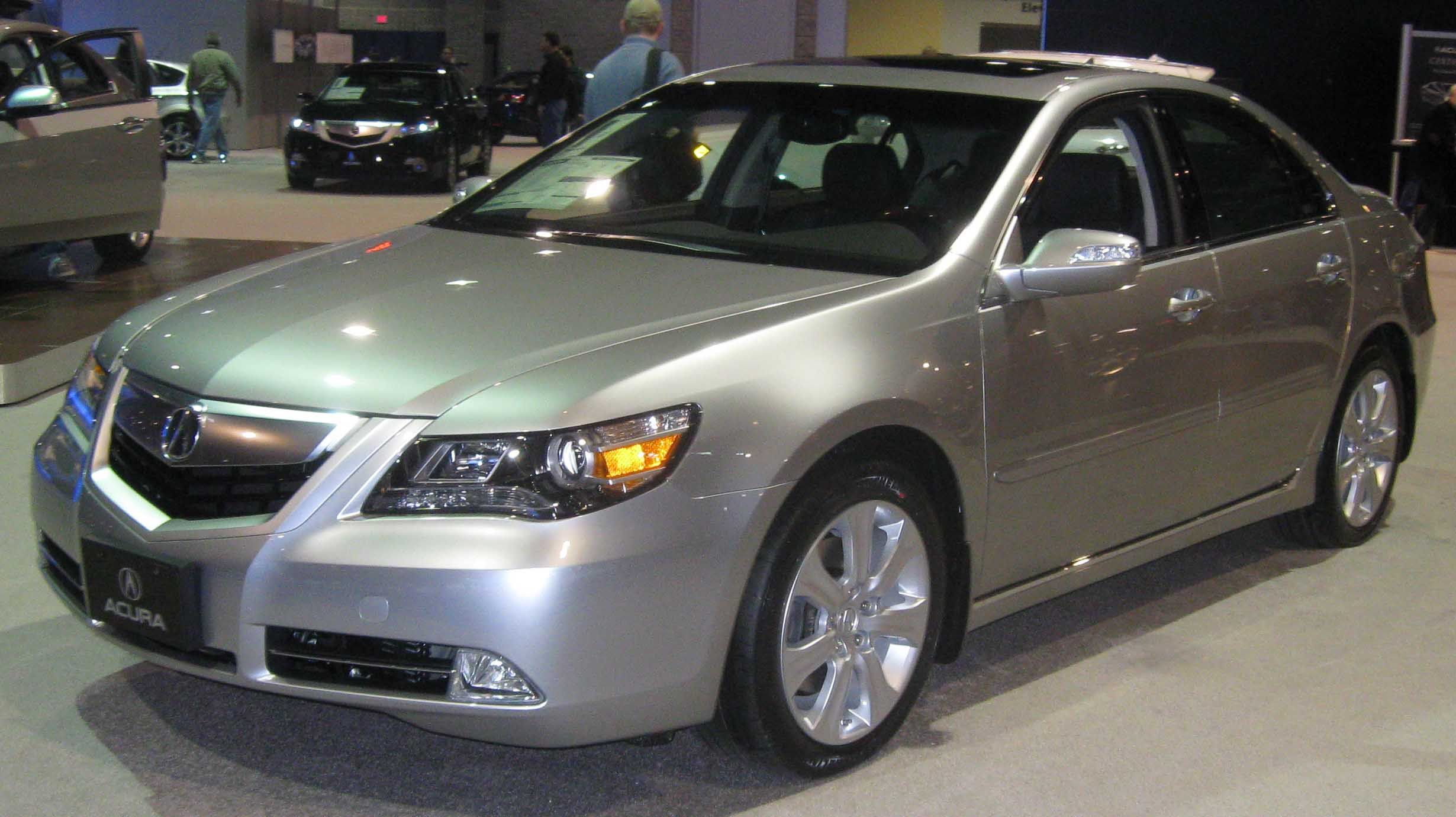
Acura RL
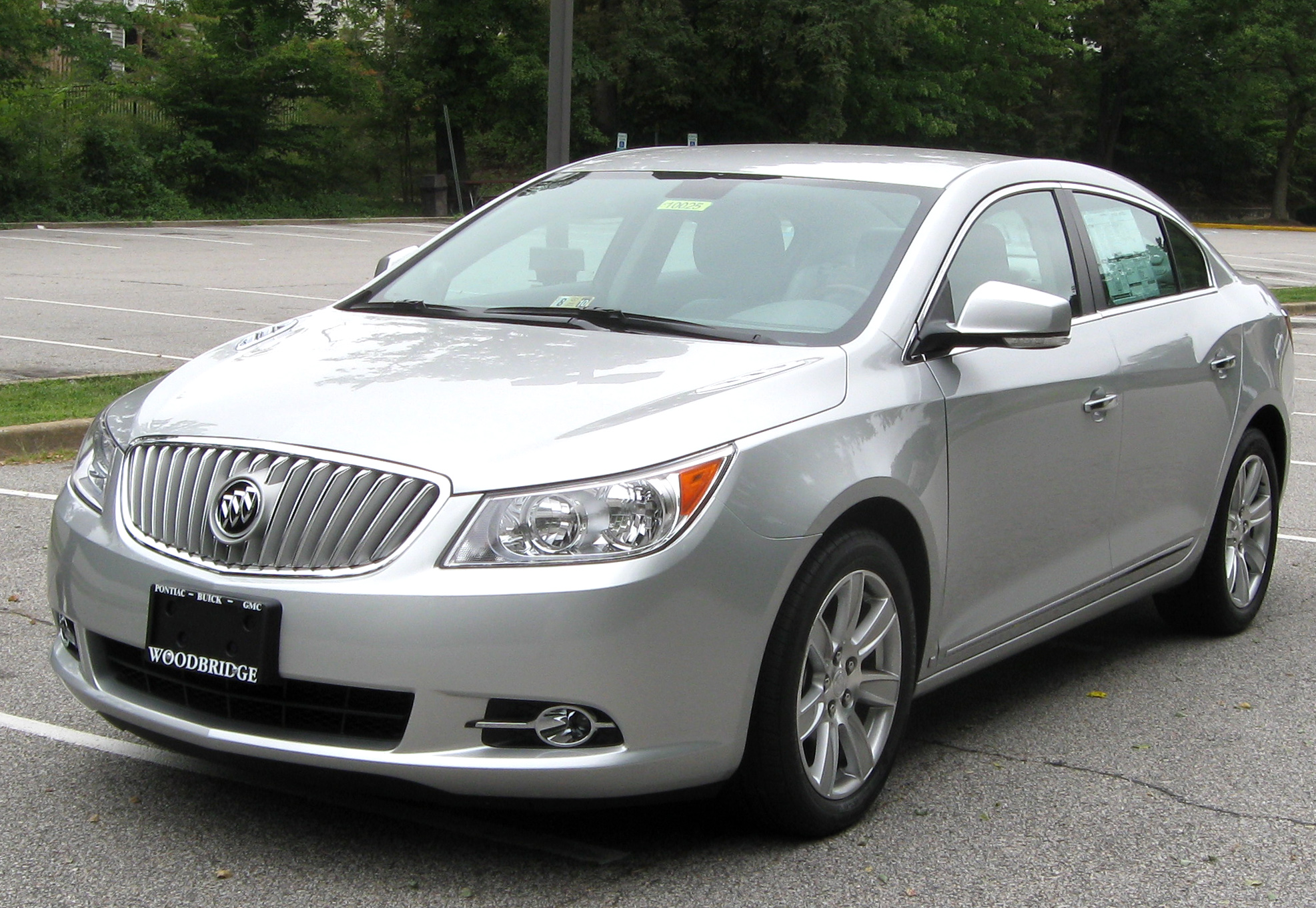
Buick LaCrosse
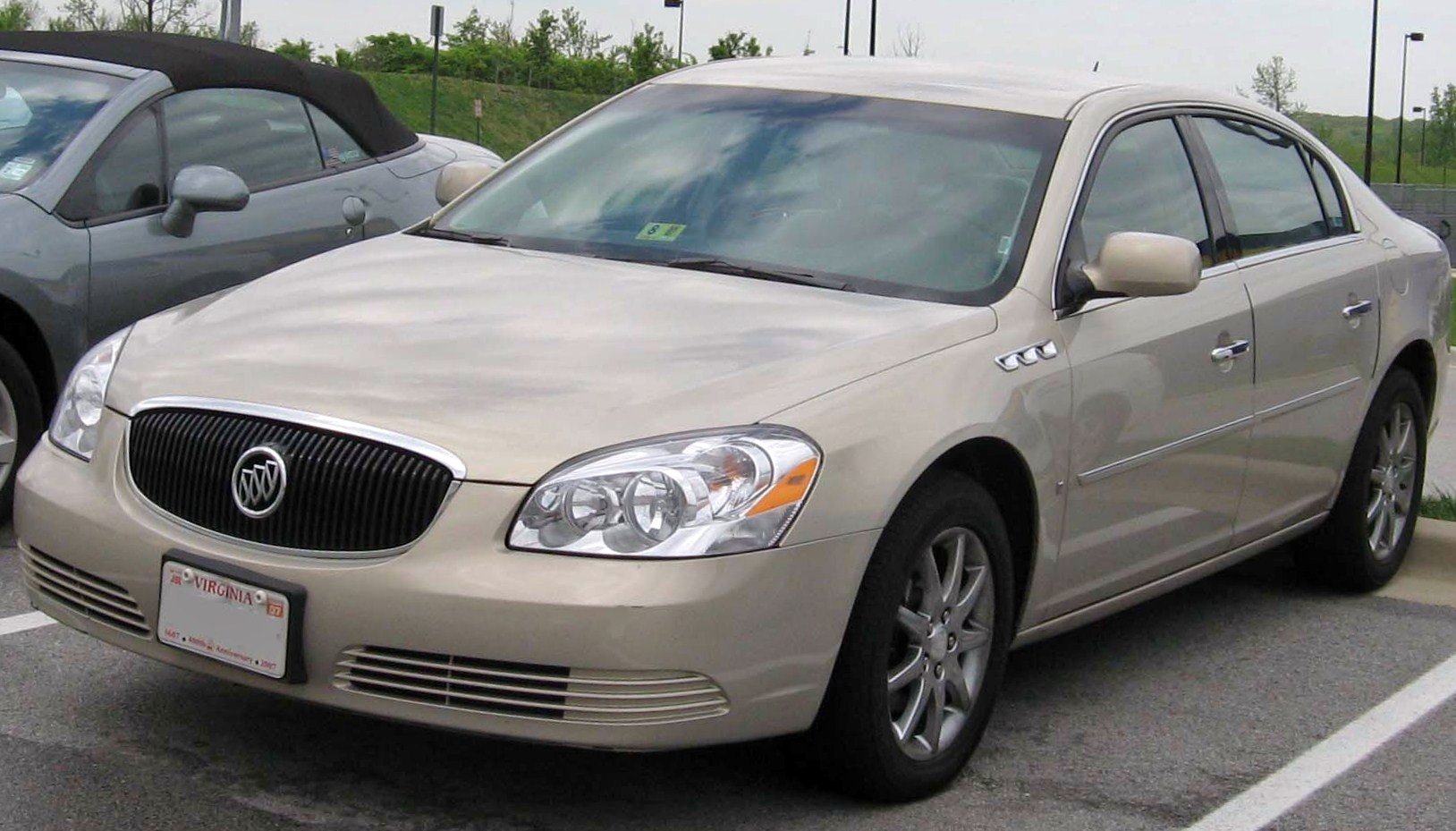
Buick Lucerne
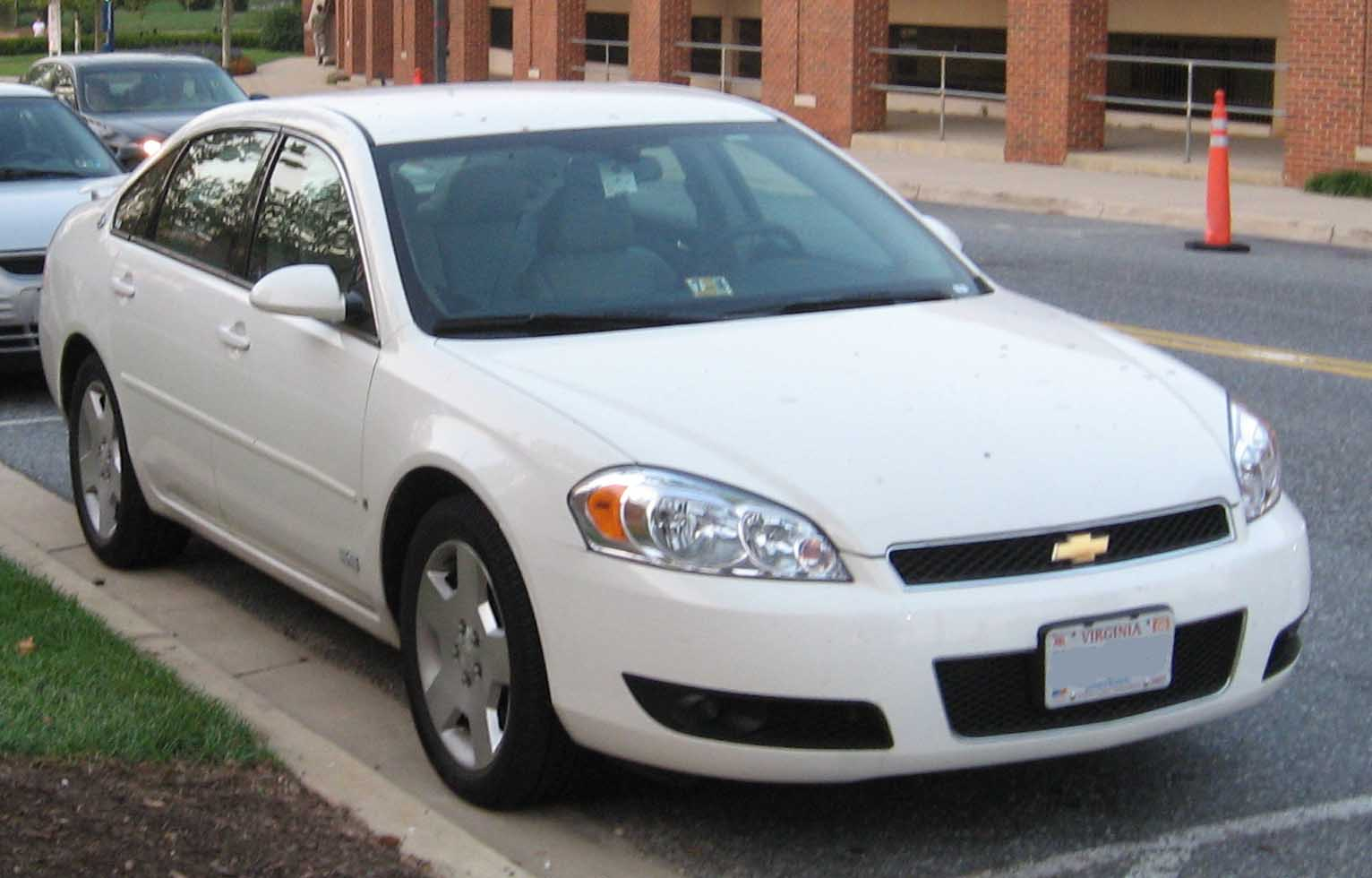
Chevrolet Impala
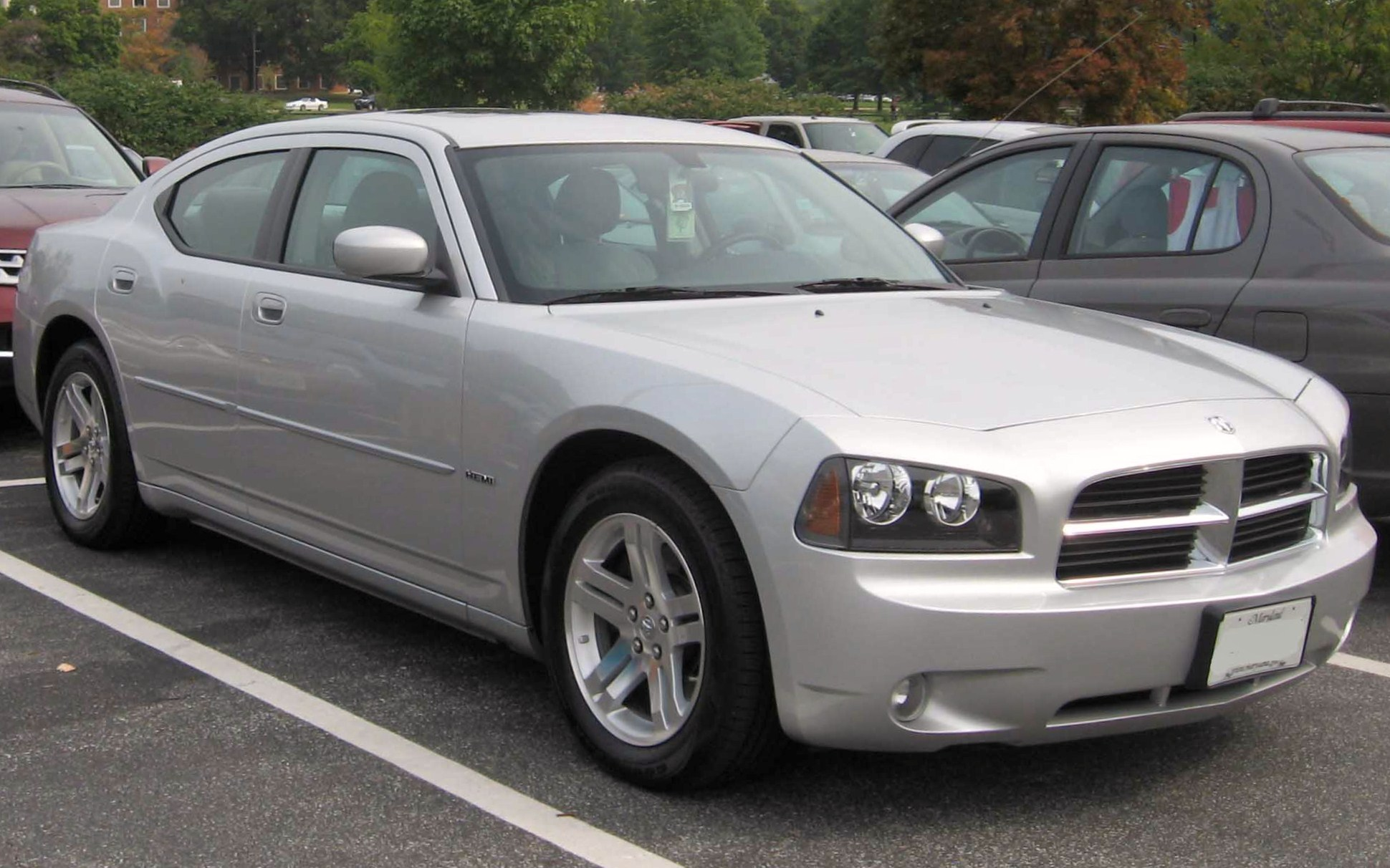
Dodge Charger
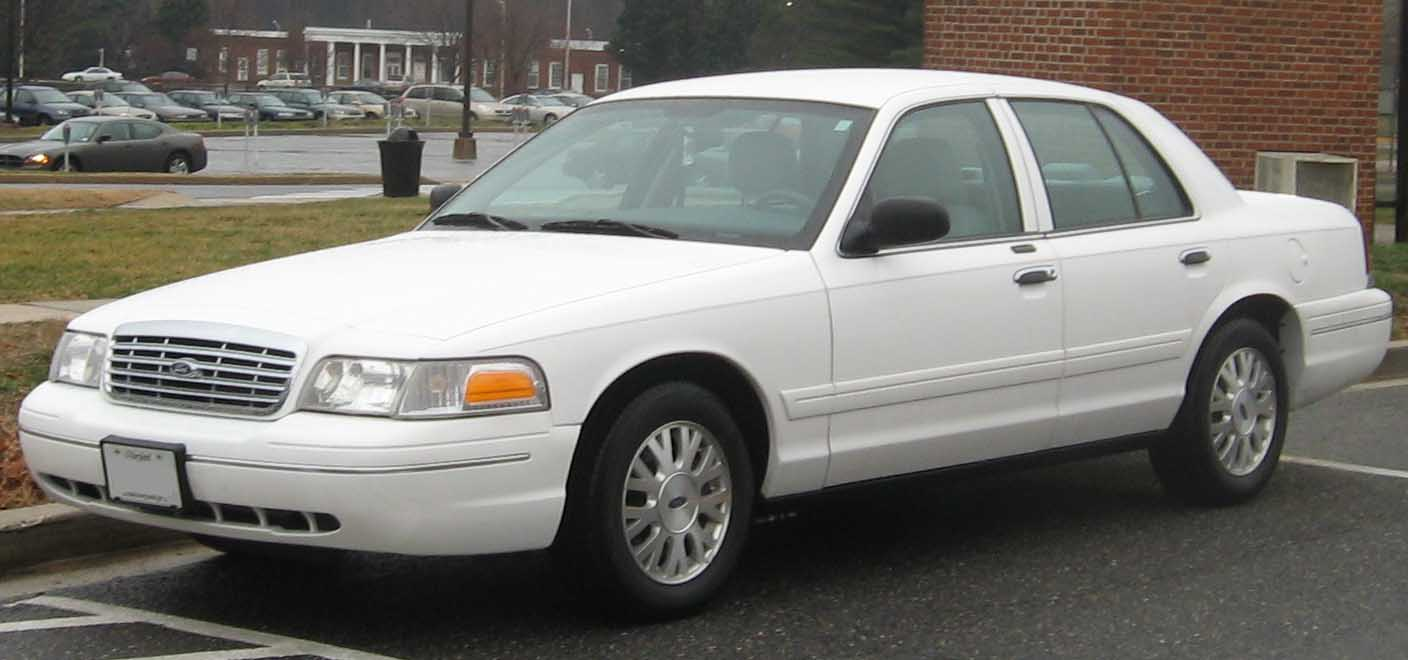
Ford Crown Victoria
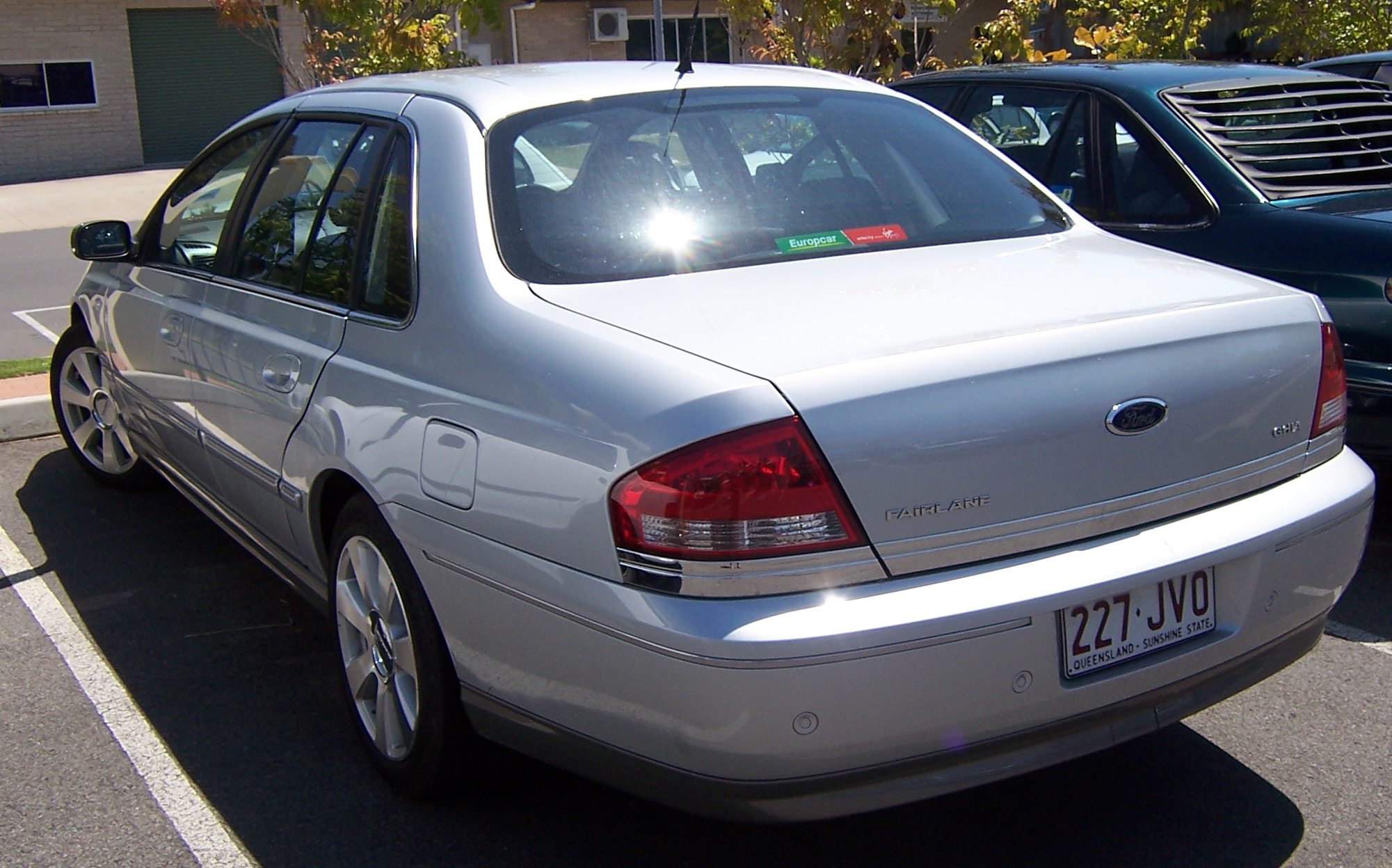
Ford Fairlane
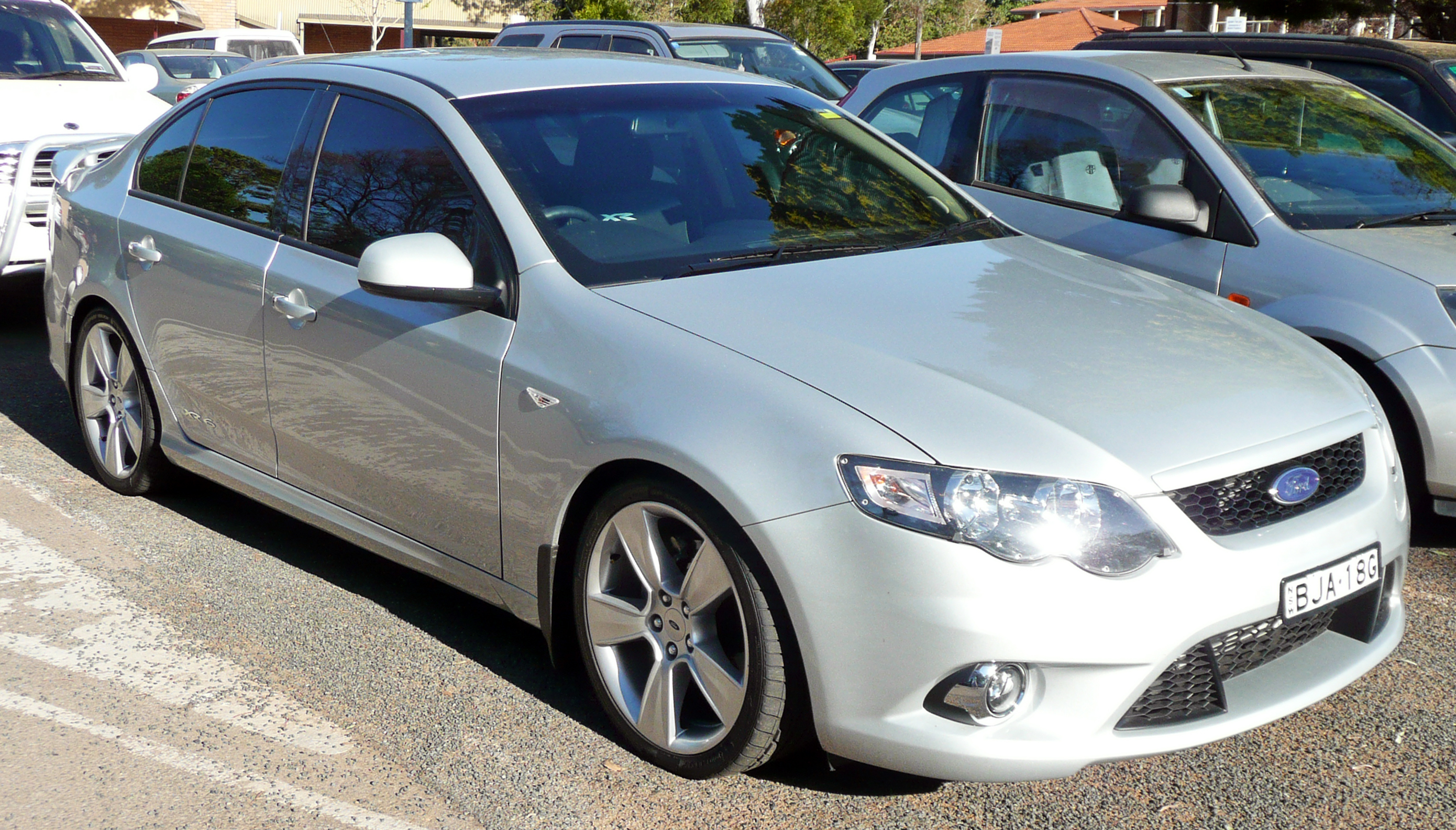
Ford Falcon
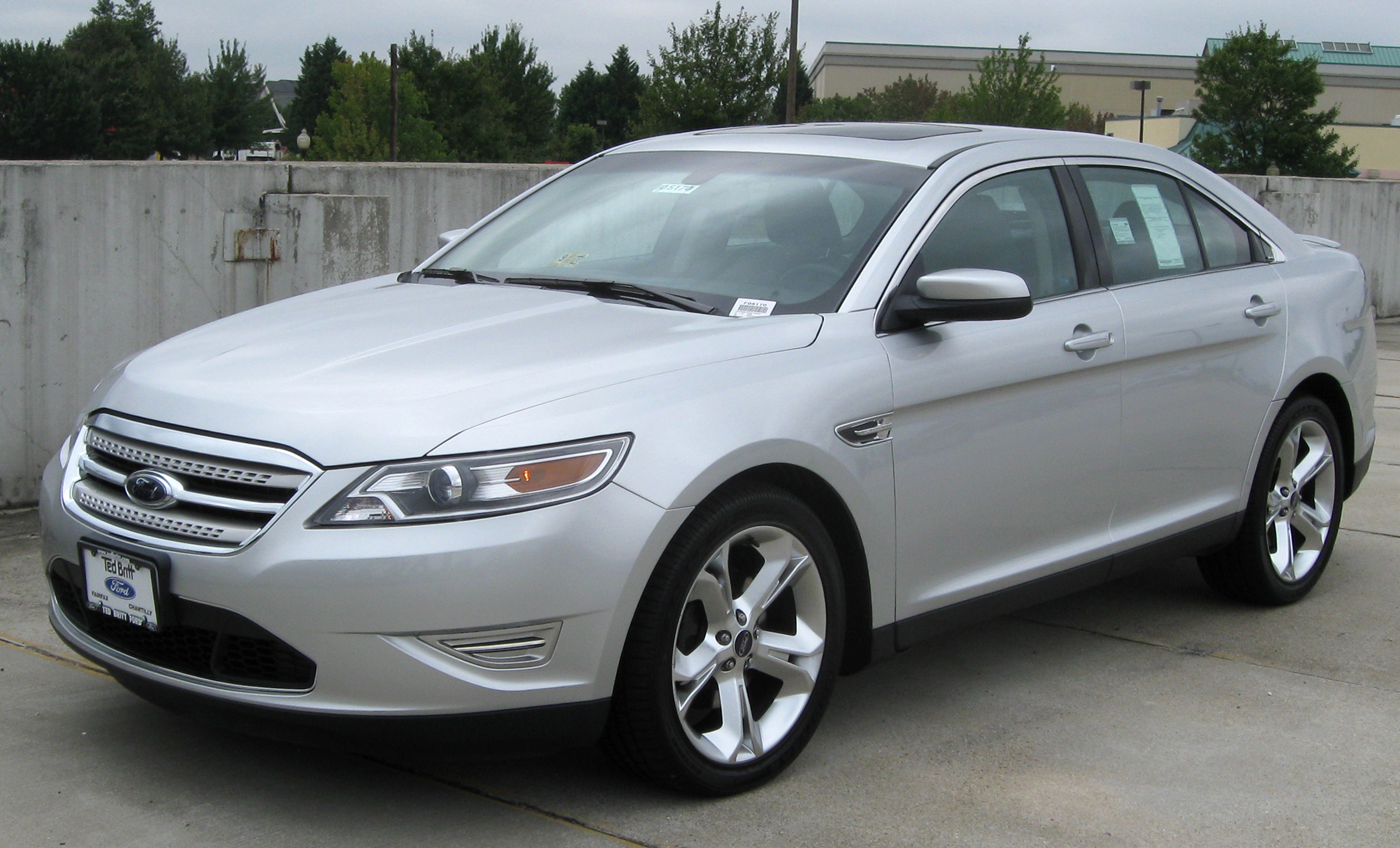
Ford Taurus
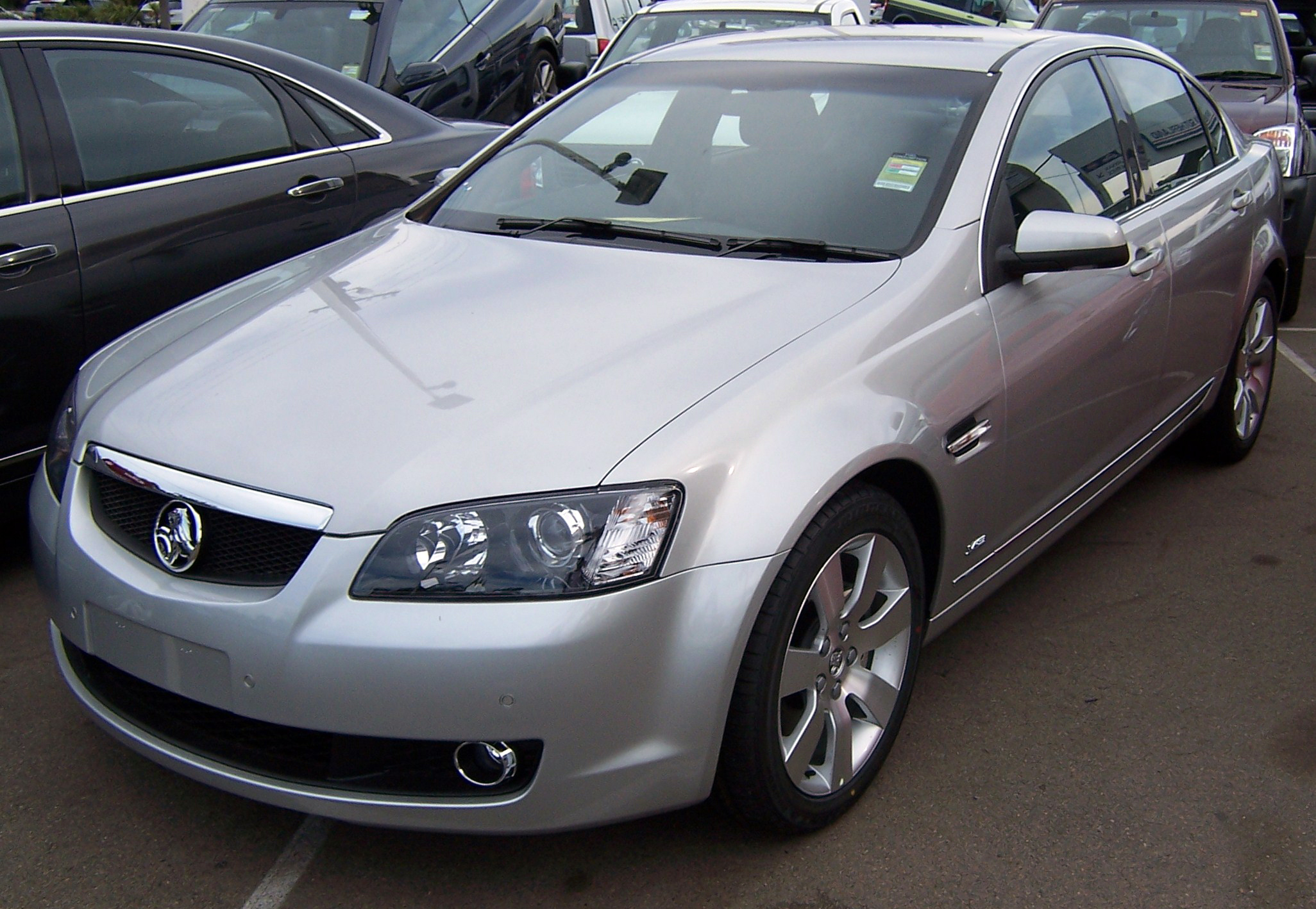
Holden Commodore
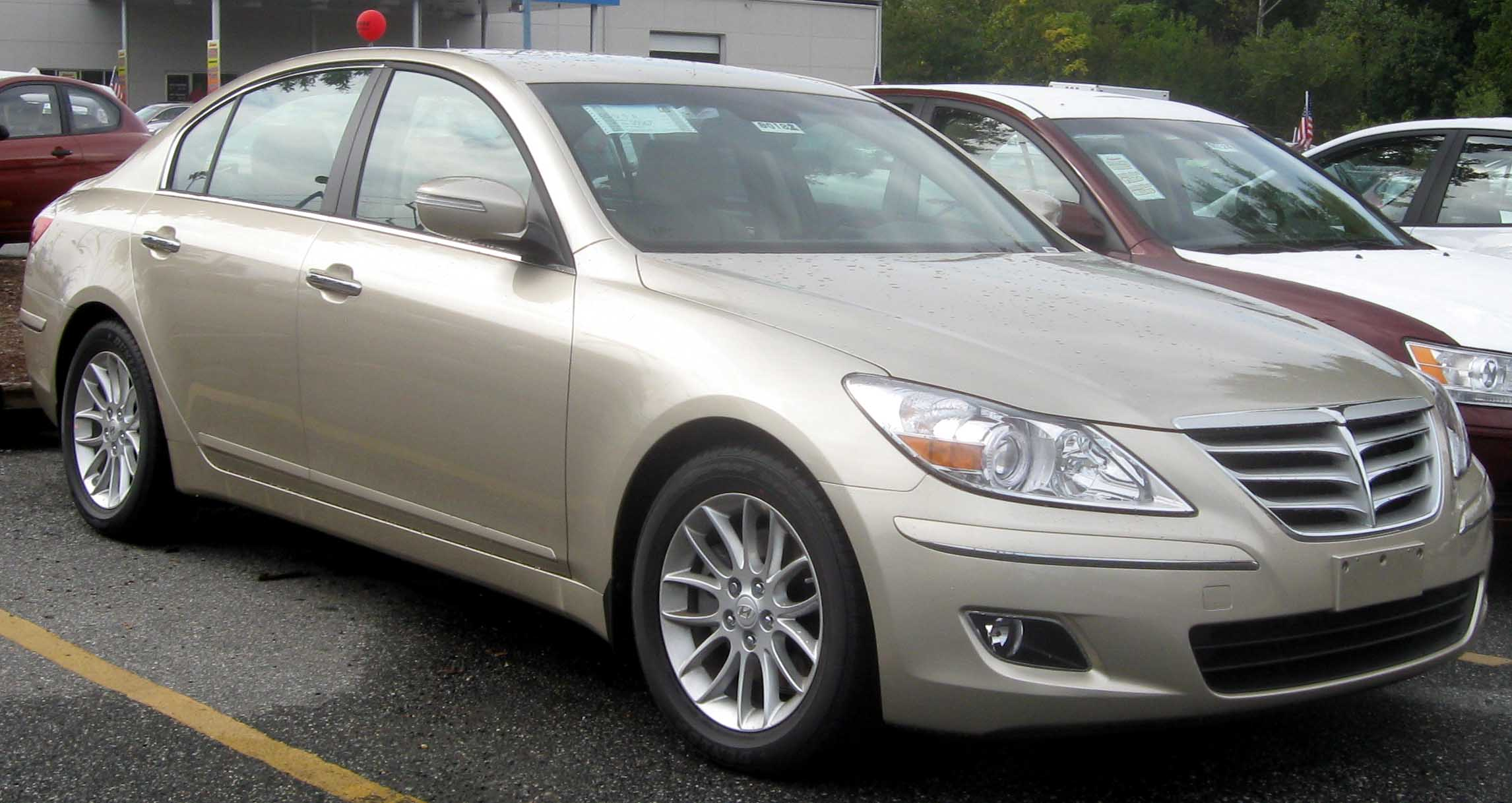
Hyundai Genesis
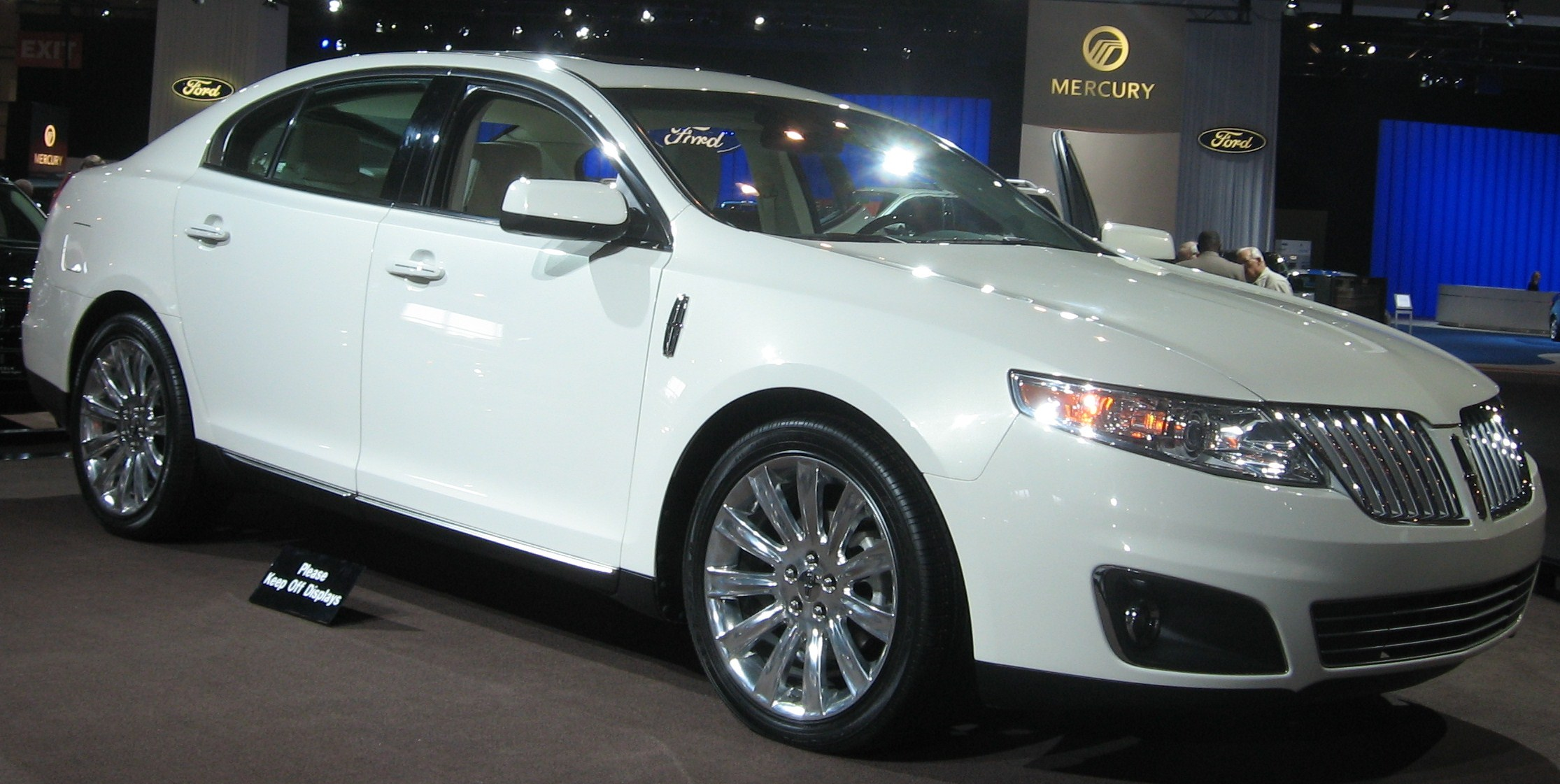
Lincoln MKS
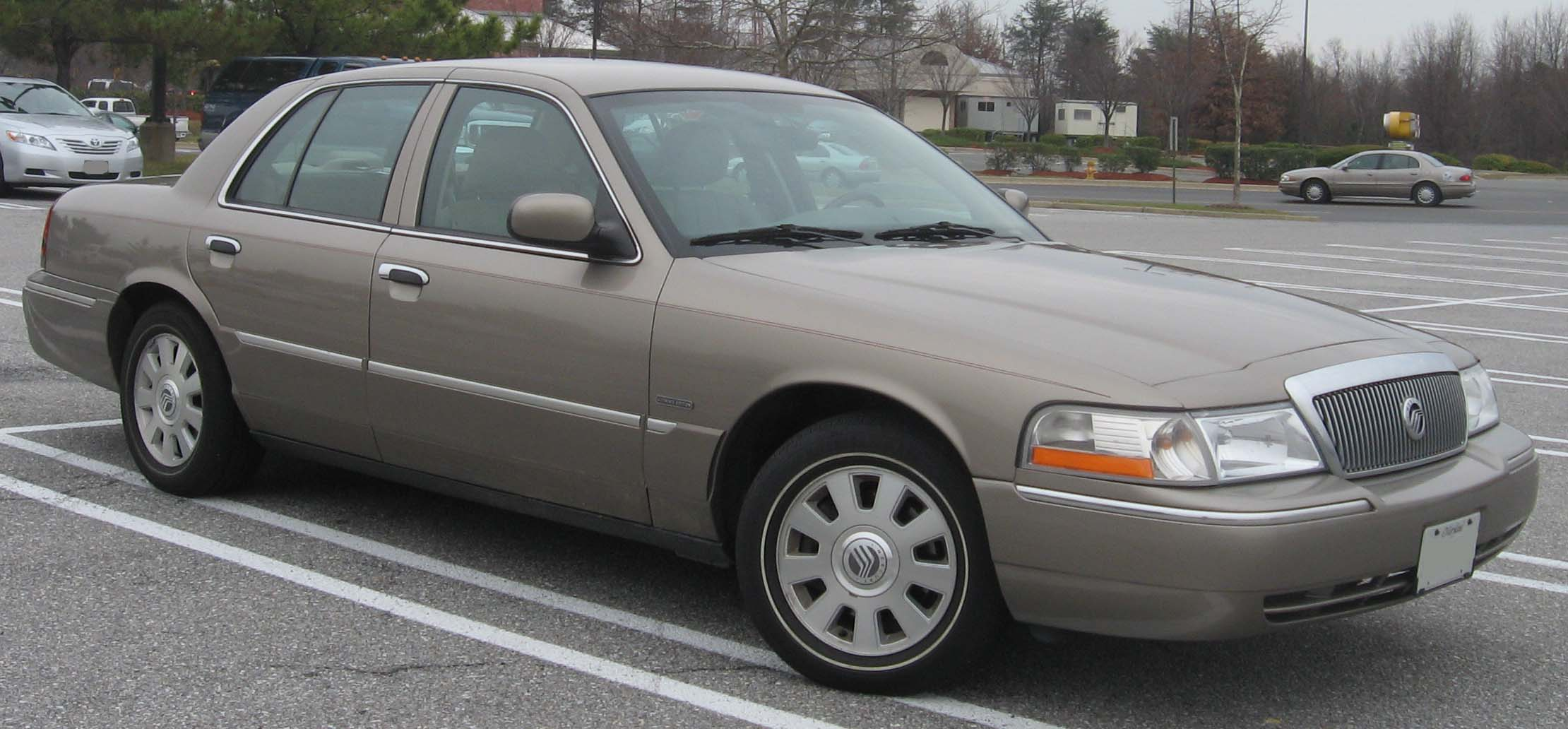
Mercury Grand Marquis
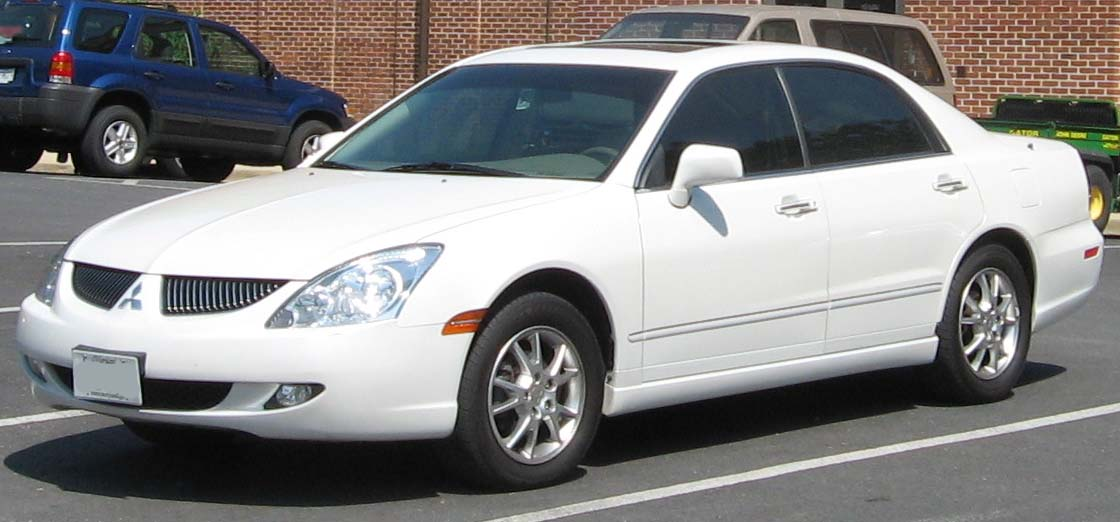
Mitsubishi Diamante
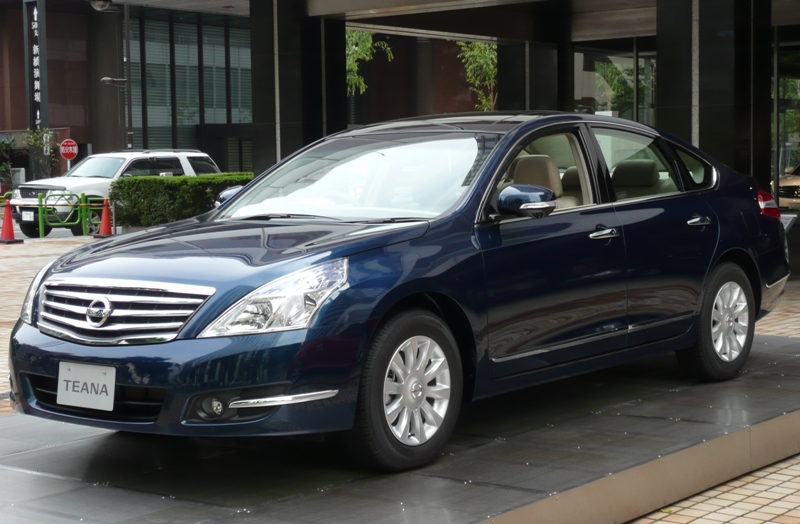
Nissan Teana
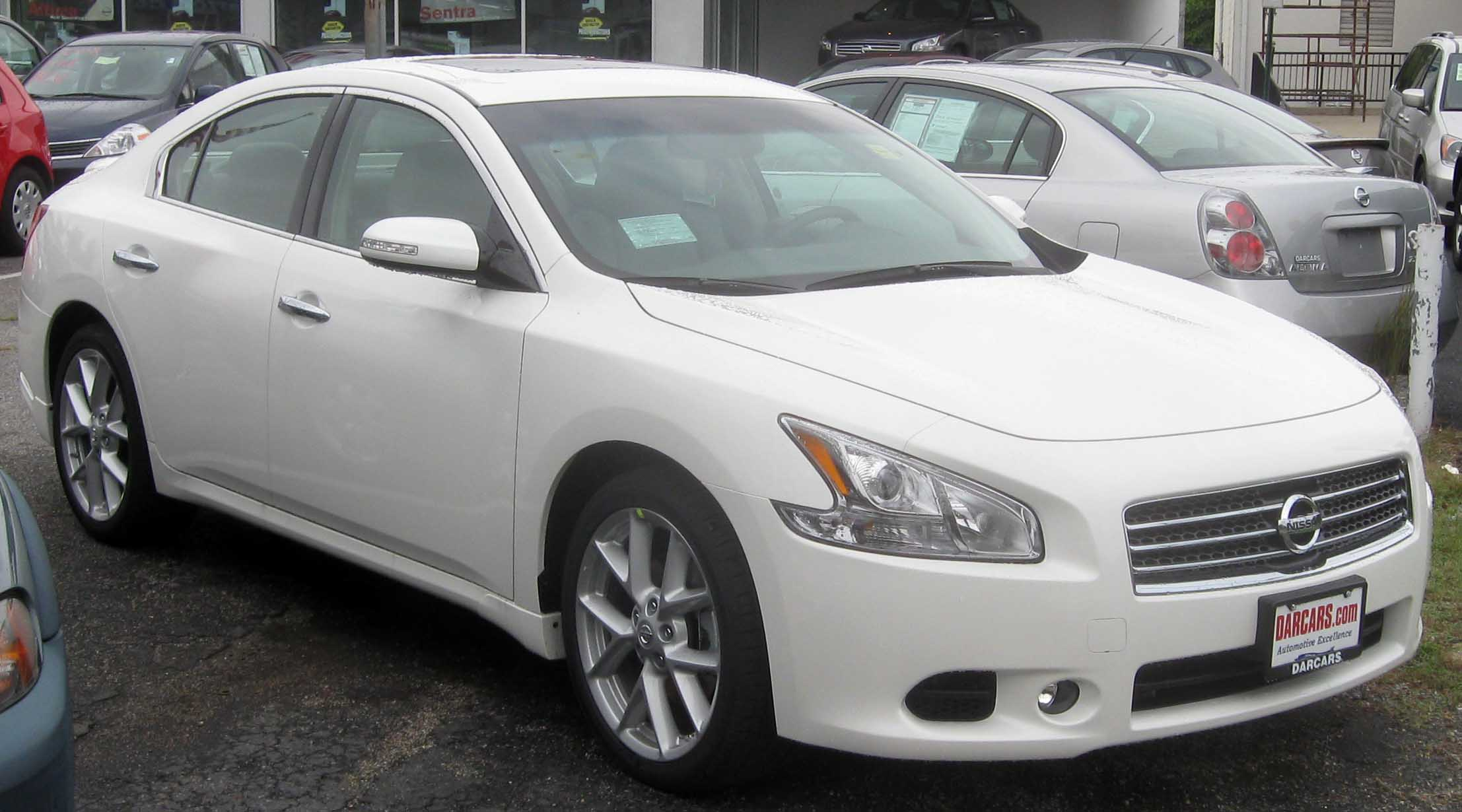
Nissan Maxima
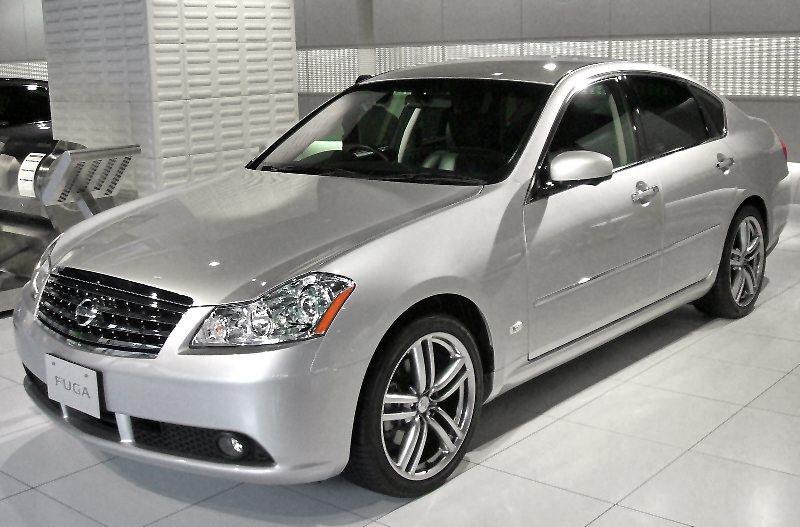
Nissan Fuga
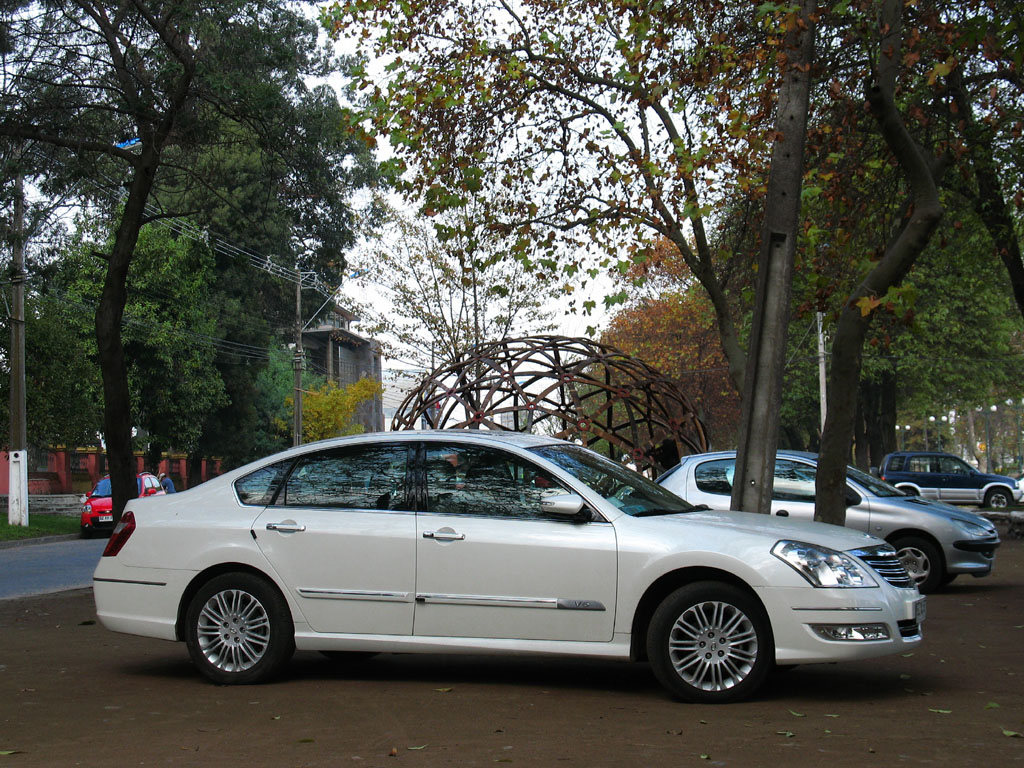
Samsung SM7
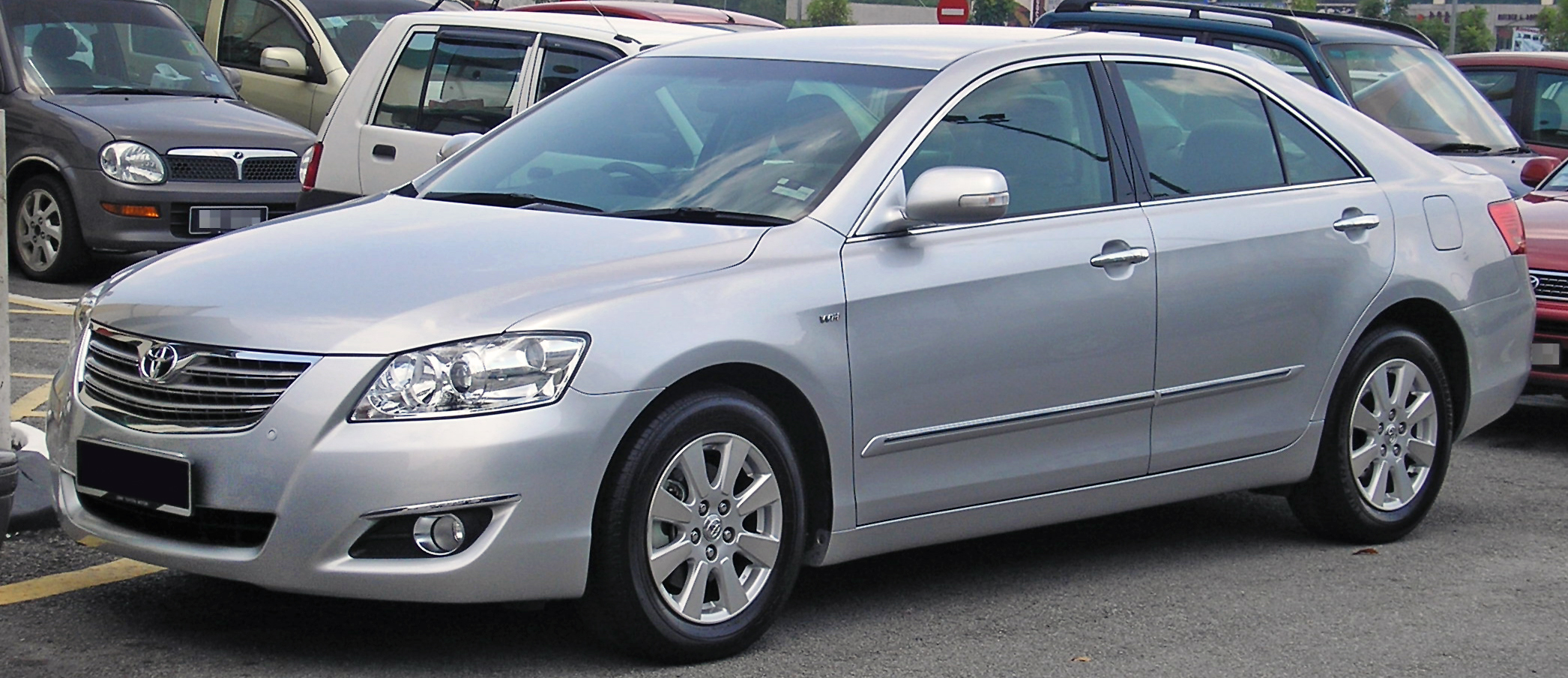
Toyota Aurion
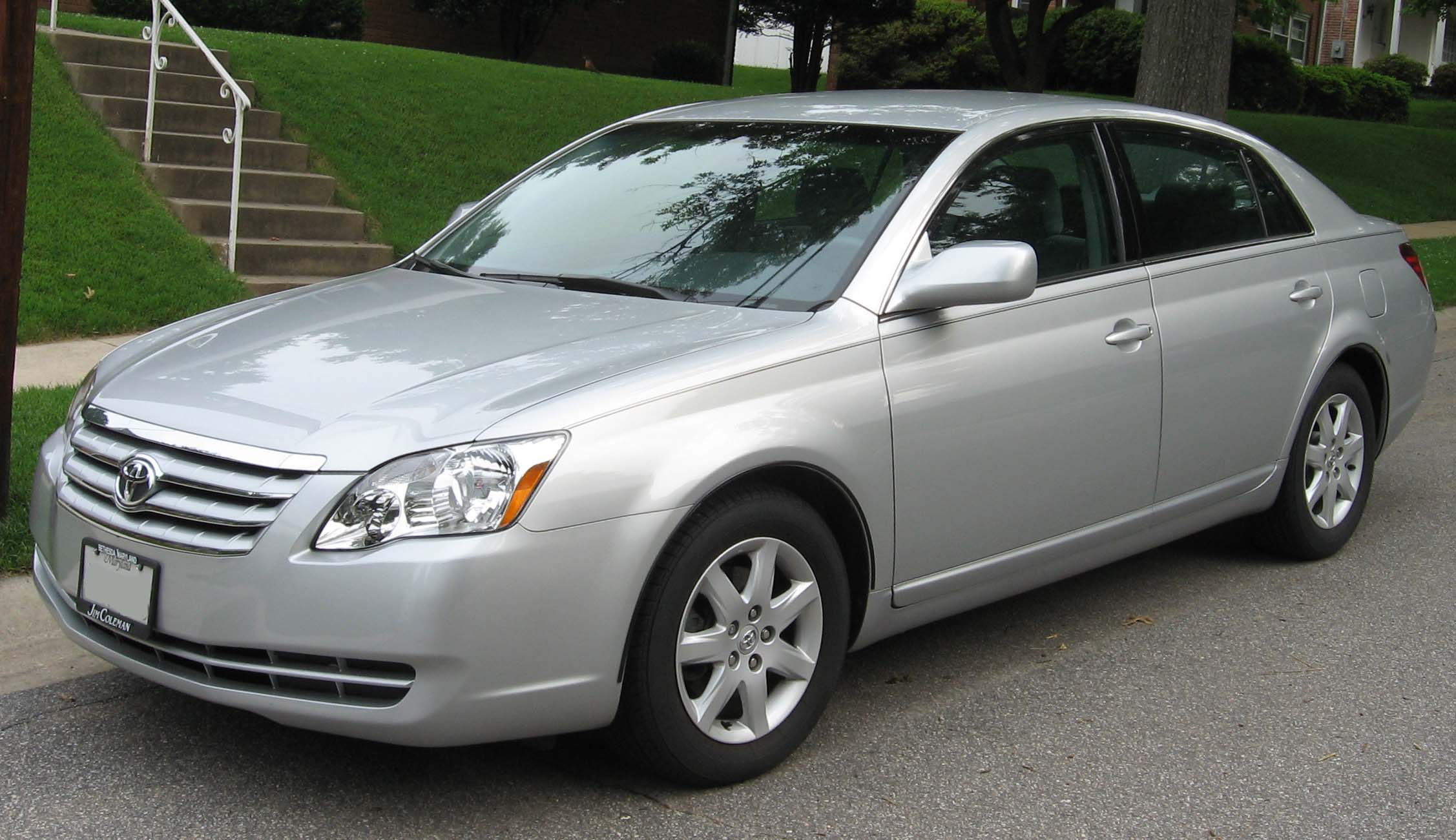
Toyota Avalon
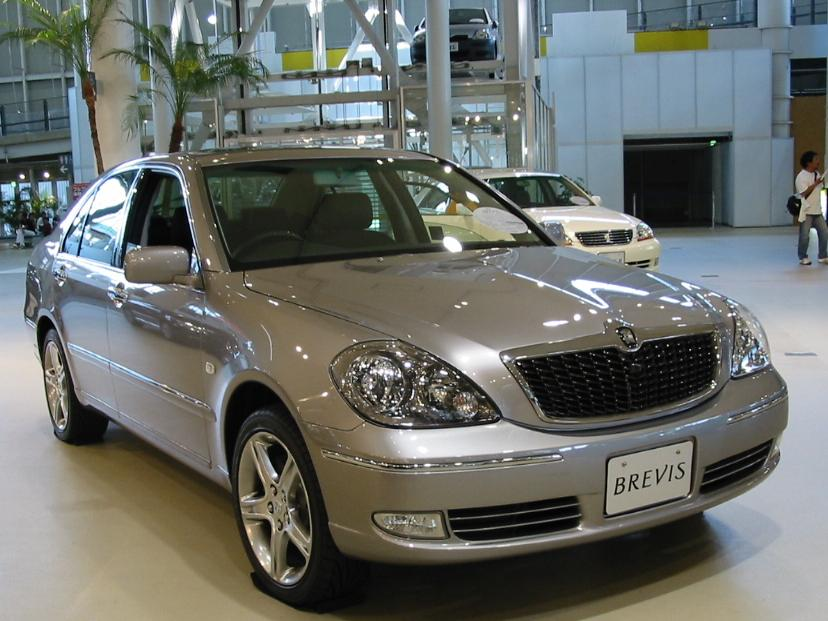
Toyota Brevis
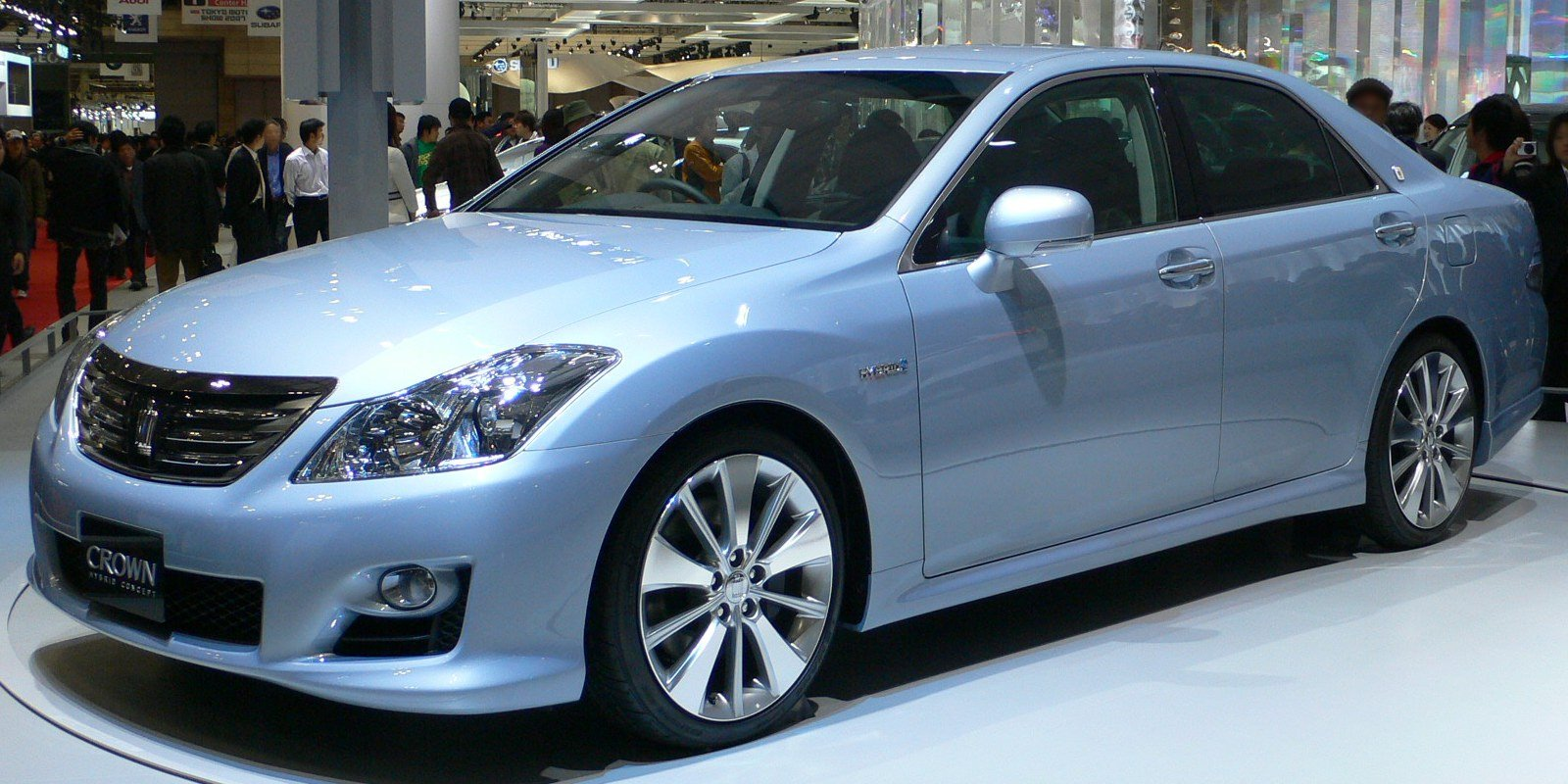
Toyota Crown
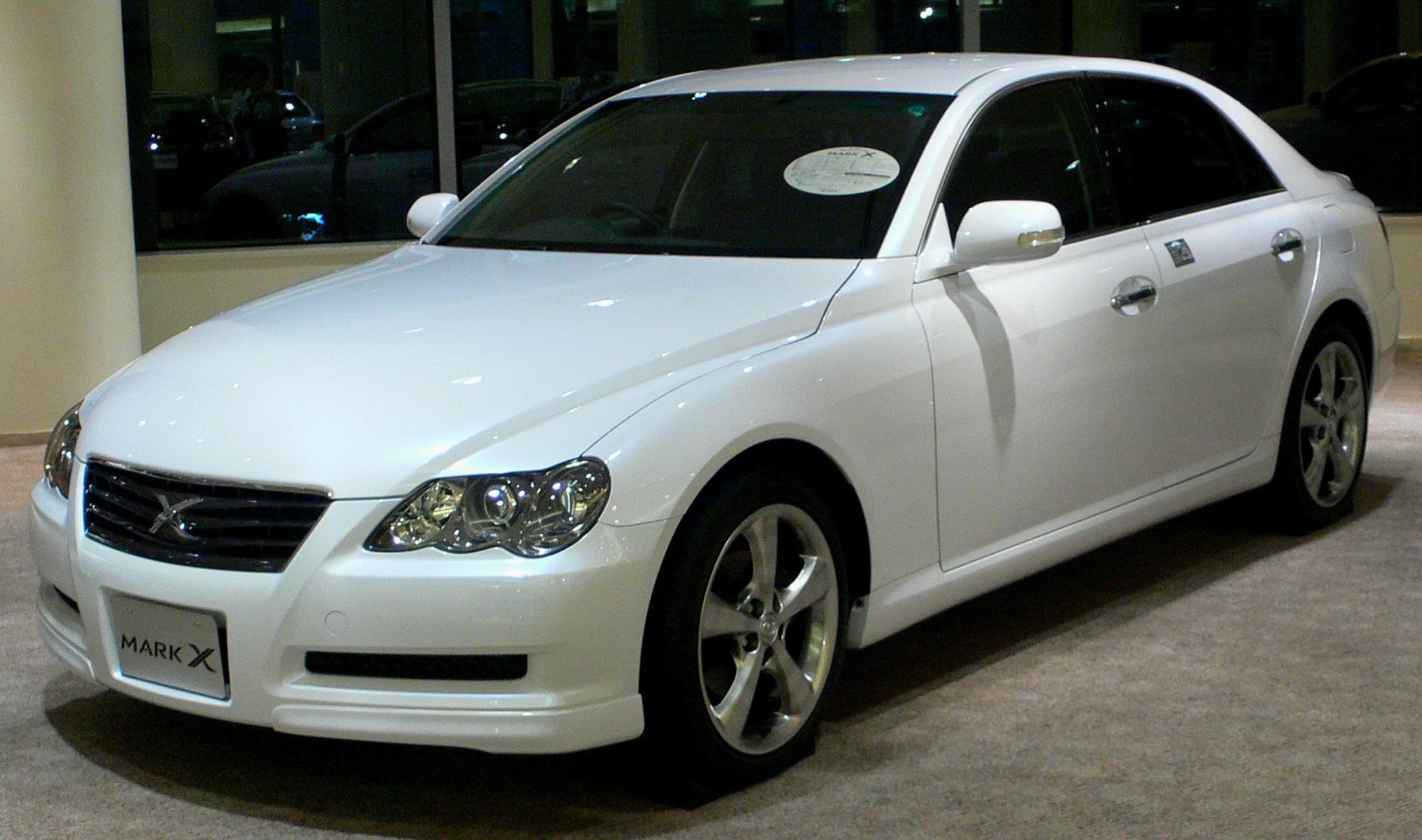
Toyota Mark X
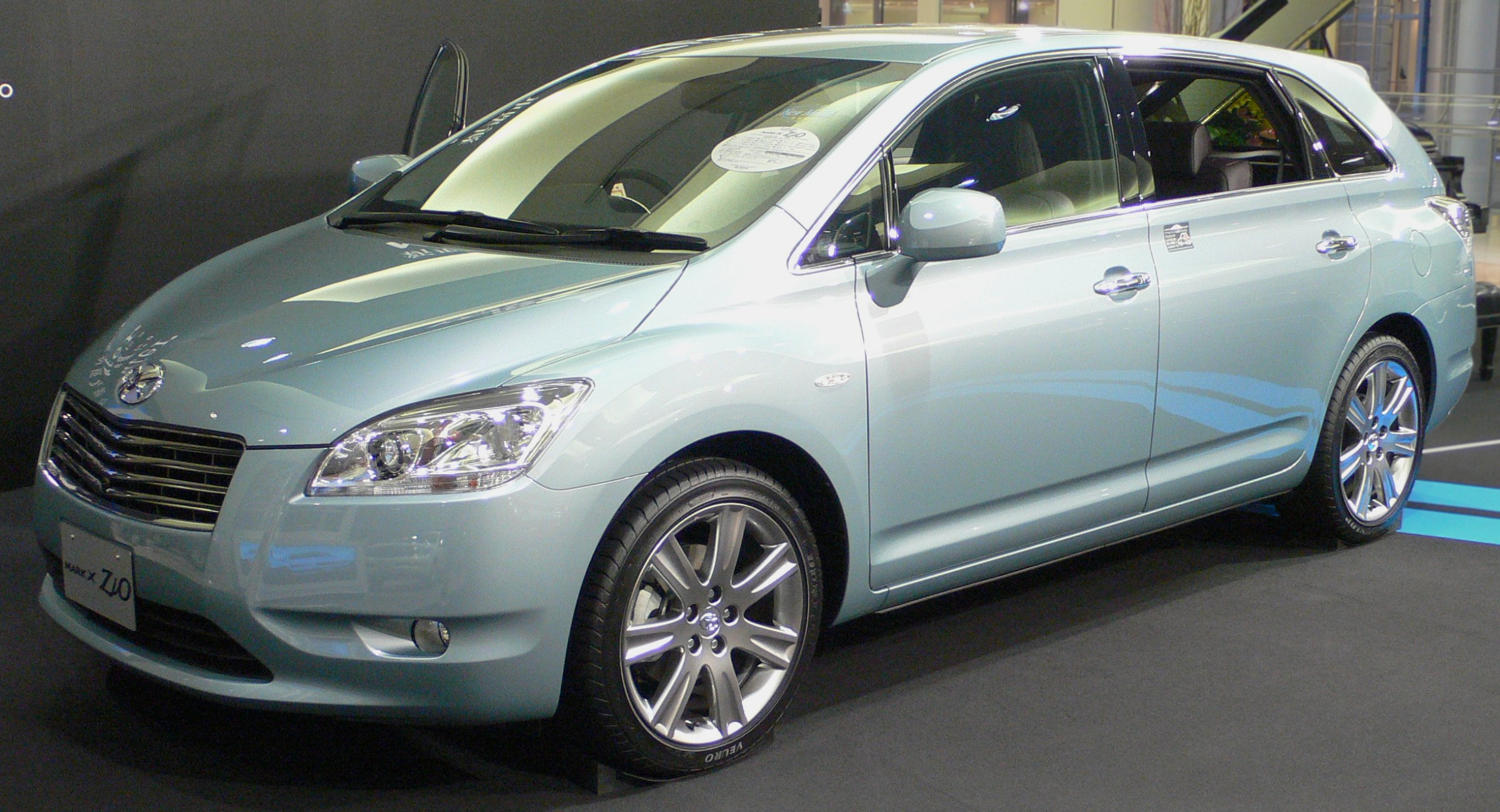
Toyota Mark X Zio